# ウルトラマンA
『ウルトラマンA』（ウルトラマンエース）は、円谷プロダクション・TBSが製作した特撮テレビドラマ、およびその劇中に登場する巨大変身ヒーローの名称である。1972年（昭和47年）4月7日から1973年（昭和48年）3月30日までTBS系で毎週金曜日19時 - 19時30分に全52話が放送された。

## 物語
異次元世界に君臨するヤプール人が、怪獣よりも強い生物兵器「超獣」を従えて地球侵略を開始した。
超獣第1号・ベロクロンによって地球防衛軍が全滅し、ベロクロンの襲撃から人々を守ろうとした北斗 星司（）と南 夕子（）の2人の若者も犠牲となる。ヤプールの野望を阻止するためにM78星雲から派遣されたウルトラ兄弟の5番目・ウルトラマンA（以後、A）は、北斗と夕子に自分の命と力を授ける。
新たな命を得た北斗と夕子は、地球防衛軍に代わって結成された超獣攻撃隊・TAC（）に入隊。銀河連邦の一員の証であるウルトラリングが光る時、北斗と夕子はウルトラタッチによってAに合体変身するのである。

## 概要
ウルトラシリーズ第5作目であり、昭和第2期ウルトラシリーズの第2作目。帰ってきたウルトラマン（ウルトラマンジャック）が去った後の地球に現れた新たな敵・異次元人ヤプールや、そのヤプールが送り出す怪獣以上の強敵・超獣と戦うウルトラマンAと、超獣攻撃隊・TACの活躍を描く。
主人公の北斗星司と南夕子による男女合体変身など、多くの新機軸が盛り込まれた。組織的なレギュラー悪役が設定されたのはシリーズ初であり、同時期に放送されていた『仮面ライダー』のショッカーや『ミラーマン』のインベーダーをはじめ、当時の主流傾向にならった形であるが、ショッカー首領の声を演じていた納谷悟朗をヒーローの声に起用するという、捻ったキャスティングが行なわれた。
重厚な人間ドラマを強調した前作『帰ってきたウルトラマン』（以下、帰マン）とは打って変わって娯楽性が強調され、より子供向けに徹している。特に、前作でウルトラマンとウルトラセブンの客演が好評だったことを受け、『ウルトラマン』第39話（最終回）以来の登場となったゾフィーを加えたウルトラ兄弟の設定を本格的に前面に打ち出しているうえ、新キャラクター・ウルトラの父も初登場している。
その一方、人間が心の奥底に持つ醜悪なエゴイズムが現実味を帯びて演出されるエピソードは、他のウルトラシリーズ以上に頻出している。それを利用する卑劣な敵役のヤプールに関しても不気味な描写が多かったうえ、特に後半は前作同様に重厚な人間ドラマも展開され、それが最終回（第52話）のドラマに発展していく。

## ウルトラマンA
- 戦力：兵力71,000人分、艦船190隻分、航空機750機分、アメリカ第7艦隊と同等の戦力[2]を持つ。
- 趣味：作詩[12]
- 職業：宇宙警備隊員。地球からの帰還後は、アンドロメダ星雲方面の任務を経て支部長になる[13]。
- 弱点：地中に潜れないこと、水中戦[注釈 2]。
- 家族構成：両親の乗った宇宙船が怪獣軍団の襲撃で爆発したため孤児となり、ウルトラの父とウルトラの母に育てられた。そのため、2人の実子であるウルトラマンタロウと特に仲がいい[注釈 3]。

ウルトラ戦士の中で多くの光線技と超能力を持ち、特に多様な光のカッターを使った切断技のバリエーションにかけては右に出る者はおらず、切断技のエースと呼ばれる所以である。胸にカラータイマー、額にウルトラスターの2つのエネルギー源があり、それまでのウルトラ戦士と比べて倍のエネルギーを使用できるためとされている。
戦闘能力のポテンシャルはかなり高く、敵が怪獣から超獣へ強さが数倍に強化されたのに合わせ、Aの戦闘能力も相当向上している。
また、セブンのアイスラッガーのような大きな突起を頭頂部に持つが、アイスラッガーが切れ込みが入っているのに対し、これは小さな穴があいている。ウルトラホールと呼称されるこの穴は、太陽エネルギーを吸収する、戦闘力強化（第8話、第14話など）、ウルトラサインの発生機能、他のウルトラ戦士のエネルギーを吸収するなど、ウルトラマンタロウのウルトラホーンと同様の機能を持つ。学年誌の解説においては、訓練次第でアイスラッガーのような白兵武装として使えるようになるとされており、蛭田充の漫画版では実際に第3話で頭頂部が伸びて超獣を串刺しにする「エースラッガー」という技を用い、バラバを倒している。
掛け声はウルトラマンやウルトラマンジャックからの流用（声 - 中曽根雅夫）に加え、第3話からは納谷悟朗による固有の掛け声がたびたび用いられている。
北斗星司と南夕子の片方が重病や怪我で体力が弱まると、戦闘能力や防御力が低下する。
戦闘では残虐にいたぶられるケースも多く、本放送当時におけるウルトラ兄弟の末弟として、しばしば救援を仰ぐ。両性具有的な設定もあわせ、神々しさ・力強さ・偉大さ・弱さ・未熟さ・若さといった相反する性格が混在する複雑なキャラクターでもある。また、変身能力を授ける際に北斗と夕子をお前呼ばわりするなど、他人に対して大きな態度で接することもあった。しかし、倒した超獣の死骸を墓に埋葬したり持って帰ったり、あるいは戦闘中に特に理由もなく相撲の四股を踏むなど、特異な行動も見せる。
- デザインを担当した鈴木儀雄は、古代ローマ帝国の兵士をイメージしたという[17][18]。
- 第1話・第2話では、脱着が容易な上下で分割できるセパレートタイプのツーピーススーツを使用していたが、撮影中にホックが外れるなどの不具合が発生したため、第3話以降は役者の変更と同時に従来と同様の一体成型のウエットスーツを使用することとなった[出典 3]。第1話・第2話で使用されたスーツはアトラクション用として使用された後、スチール星人に改造された[21]。また、撮影用のスーツはエースロボットに改造された。
- 関連書籍ではAが倒した怪獣（超獣）の数は53体と数えられており、他のウルトラ戦士の倒した怪獣の数を上回る[22][23]。

### ウルトラリング
ウルトラマンAに変身するためのエネルギーを秘めたアイテムである、アルファベットのAをあしらったデザインの指輪。Aの手から、北斗星司と南夕子それぞれに1つずつ与えられた。このリングは銀河連邦の一員の証とも言われている。
北斗と夕子はこの指輪を普段から右手中指にはめている。第28話で、夕子がルナチクスを打倒した後に自らのリングを北斗に託し、以降は北斗が両手の中指に1つずつはめている。
『大決戦!超ウルトラ8兄弟』では、別世界の北斗が自身をエースだと自覚した際に彼の両手中指に実体化した。

### 変身方法
第1話から第28話の前半までは、北斗と夕子それぞれのリングの上部に埋め込まれている宝石が変身を促すかのように光った時に、互いの名を呼び合って駆け寄り、リングをはめた右手を合わせる、もしくは握って「ウルトラタッチ！」と叫ぶと2人の間から眩い光が溢れ、Aに変身するというものだった。
劇中、ウルトラタッチそのもののバリエーションは複数披露され、北斗と夕子が空中でタッチするパターンがオーソドックスだが、第2話では両者がそれぞれTACのオートバイを運転しながら、乗車しているオートバイごと空中でタッチする「ライダータッチ」を敢行。他にも、第3話で見せた、脱出して空中にいるパートナーのもとへ飛んでタッチする「フライングタッチ」を見せたり、空中に高く飛ばず地上でタッチしたり、遠く離れた場所でもモニター越しにタッチしたり、何らかの理由で危機に陥っているパートナーの下へ駆けつけてタッチを行う変身など、多彩な変身バリエーションが見られた。
第29話以降や、他の作品に北斗が登場した際は、彼が一定の変身ポーズをとった後に胸の前で両手中指にはめたリングを合わせることで光が溢れ出し、Aに変身するというプロセスが基本パターンとなるが、北斗自身が戦闘で危機に瀕した際にすかさずリングを合わせて変身するパターンも多い。また、リング上部の宝石が変身を促すかのように光らなくても変身可能で、北斗が単独変身するようになってからは、劇中でこの光は見られなくなった。同時に、「ウルトラタッチ」の発声も行われなくなった。

### 能力
メタリウム光線
Aの最も得意とする必殺光線。両腕をL字型に組んだ右腕から発射される。直前に両腕を伸ばしつつ上半身を大きく左後方にひねって大きく腕を振りかぶり、右腕を立ててその下に左腕を組む。発射ポーズはウルトラセブンのワイドショットと同じで、威力はそれを上回るとされる。決め手として多く使われていたが、避けられたり効かなかったことも何度かあった。第14話ではエースロボットも使用したが、エースキラーには通じなかった。
第38話・第50話では腕を下で交差させて上へ広げる動作を加えている。
『ウルトラマンメビウス』でもルナチクスを倒しているほか、他の兄弟の光線技と協力し、エンペラ星人の力で太陽を覆い尽くしていた黒点を消滅させた。『ウルトラマンメビウス外伝 ゴーストリバース』でも使用され、強化型のメビウスキラーを破壊した。
映画『大怪獣バトル ウルトラ銀河伝説 THE MOVIE』でプラズマスパークを守るためにジャックや80と共にウルトラマンベリアルと戦った際、ジャックのスペシウム光線、80のサクシウム光線とを放って融合させ、ウルトラマンベリアルを攻撃した。映画『ウルトラマンサーガ』でも使用され、バット星人の作り出した怪獣兵器ベロクロンを倒した。
『ウルトラファイトビクトリー』でもビクトリーキラーのM87光線と互角の威力を見せ、スーパーグランドキング・スペクターにはウルトラマンギンガやレオ兄弟ともに合体光線として放ち、撃破に成功している。
- 「メタリウム」は当時の小学館学習雑誌の編集者によるネーミングで、変身を意味する「メタモルフォーゼ」を「スペシウム」「エメリウム」準拠の語感にアレンジした造語。『ゴジラ』シリーズなどを手がけていた東宝映像の合成技師宮西武史によって、赤、青、黄色の輝きを持つ光学合成で描かれた。

スペースQ
ウルトラ4兄弟のエネルギーを借りて頭頂部に集め、エネルギー光球と化して両手投げの要領で敵に放つ必殺技。Aが放つ光線技の中で最強の威力を誇る。第14話でメタリウム光線の効かないエースキラーを撃破した。
裏設定では、A単独での使用も可能である。内山まもるの漫画版（『ザ・ウルトラマン』に収録）ではこちらの設定が採用されており、タロウのストリウム光線やウルトラ戦士たちが斉射したスペシウム光線すら無傷で受け止めるアサシン星人に、脳震盪を起こさせている。
『ウルトラ6兄弟 THE LIVE in 博品館劇場 -ゾフィー編』でも単独使用され、他のウルトラ戦士の必殺光線と一斉発射し、エンペラ星人の怪獣軍団を消滅させた。『ウルトラマンZ』第19話にて、スペースQのエネルギーをゼットに与え、バラバにスペースZという技を放った。
- 「Q」は五重奏を意味するクインテット（quintet）の頭文字である。脚本段階では、Aの新たなアイテムとして頭部に光の球体が装着されるイメージだったが、完成作品では一度きりの技として処理されている。

パンチレーザー
額のウルトラスターから放射される、敵を怯ませる程度の威力があるレーザー光線。第1話ではベロクロンの口に当てて、ミサイルと火炎能力を喪失させた。断続的に発射するタイプもあり、こちらはレッドジャックにダメージを与えたが、フブギララには効かなかった。ウルトラセブンのエメリウム光線と同等かそれ以上の威力とされる。
『ウルトラマンメビウス外伝 ゴーストリバース』でも使用、宿敵ヤプールの乗り移ったメビウスキラーGにダメージを与えた。『ウルトラ銀河伝説外伝 ウルトラマンゼロVSダークロプスゼロ』ではロボット超人 ニセウルトラマンエース（SR）も使用し、ウルトラマンゼロにダメージを与えた。『ウルトラファイトビクトリー』では、超獣軍団への牽制として前者のタイプが使用された。
パンチレーザースペシャル
パンチレーザーの強化版で、両手を広げて発生させたレーザーエネルギーを手先に集中し、3本の赤色光線にして放つ。DVD『ウルトラ必殺技大百科』では「威力はメタリウム光線よりも強い」と解説されている。第9話でガマスを倒した。
ウルトラギロチン
「ウルトラギロチン」と叫んでから、広げた両手の間に頭部のエネルギーホールから発生させたエネルギーをノコギリ状の刃が付いた光輪を丸めて作り出して放つ。光輪は途中で3つに分裂して、敵を切り裂く。ウルトラスラッシュよりも数倍の威力を持つ。エネルギーを大量消費するために使用にはウルトラの星からの許可が必要。第6話では、メタリウム光線を避けたブロッケンに対し、ウルトラ4兄弟からのウルトラサイン「立て！撃て！斬れ！」を受け使用し、撃破した。このエネルギーは様々な形に変形可能。
映画『ウルトラマンメビウス&ウルトラ兄弟』でも使用、1本1本が強力な超獣数体分の力を持つUキラーザウルス・ネオの触手を切り裂いた。『ウルトラファイトビクトリー』でも使用されビクトリーキラーにダメージを与えた。テレビ版では3発だった分裂数が近年では7 - 8発に増えており、いずれの場合も単独で使用している。
- 名前の由来は斬首死刑の「ギロチン」から来ており、文字通り相手の首を切断する目的のカッター光線である。

ギロチン・ショット
Aが単独で放てる最強の技。ウルトラギロチンのパワーアップ版で、別名：スペースギロチン。ウルトラギロチンのエネルギーをスペースQの応用で凝縮して放つ最強のカッター技。通常のウルトラギロチンを大幅に超える破壊力を持つ。最終話でメタリウム光線に耐えたジャンボキングの首を切断して倒した。
『ウルトラマンフェスティバル2004』でも使い、メタリウム光線の通じないヒッポリト星人を倒している。
漫画作品『ウルトラマンSTORY 0』では、ゾフィーの力を借りて、バルタン星人の宇宙船を破壊した。
バーチカルギロチン
胸の前で組んだ両手を上下に素早く開いて右手刀と左手刀の間に大きな三日月型の切断力場を形成し、敵に発射して真っ二つにする。メトロン星人Jr.、キングカッパー、バッドバアロン、フブギララを倒した。第8話のメトロン星人Jr.戦のナレーションではこの技が「ウルトラギロチン」と呼称され、同時に「エネルギーの消耗が激しい」という解説もされている。第43話では青いタイプを使用した。
映画『大決戦!超ウルトラ8兄弟』でも使い、ギガキマイラのキングゴルドラスの頭の角を斬った。『大怪獣バトル ウルトラ銀河伝説 THE MOVIE』でもウルトラマンベリアルを攻撃する際に使ったが、この時は避けられてしまった。『ウルトラファイトビクトリー』では、ベロクロンを撃破する活躍を見せるもスーパーグランドキング・スペクターには破られてしまった。
『ウルトラマンSTORY 0』では、強化版のバーチカルギロチン・ウルティマで惑星ギガントに向けて放たれた宇宙戦艦アイアンロックスのゴルドニウム砲を切り裂き、惑星を救った。
ホリゾンタルギロチン
バーチカルギロチンの変形技。三日月型の切断力場を垂直ではなく水平に形成したもの。第33話でバッドバアロンの首を切断した。「horizontal（ホリゾンタル）」とは「水平の、横向きの」という意。
サーキュラーギロチン
別名：サーキュラーナイフ。両手を振って十字を描き、三日月型の切断力場を2つ重ねて形成する十字型ギロチン。第12話で使用し、サボテンダーを四分割にした。
『ウルトラマンZ』では、バラバの攻撃からゼットを守るために使用している。
マルチ・ギロチン
別名：ギロチンナイフ。頭部と両手先、みぞおちのあたりから小型で十字型の光のナイフを計4本放つ。第11話でユニタングをバラバラにしたが、倒すまでには至らず再生されてしまった。
ウルトラスラッシュ
ウルトラマンの八つ裂き光輪と似ている切断技。設定によればメタリウムエネルギーを凝縮してフリスビー状の光刃にして敵に放つ。資料によっては、ウルトラマンのものと同等の威力を持つとされ、またスペシウム光線の5 - 6倍の威力を持つと記載している。第3話でバキシムの首を切断して倒した。
『ウルトラギャラクシーファイト 大いなる陰謀』で初代ウルトラマンが使用したような手持ち武器の形で使用。
内山まもるの漫画版ではガマスを撃退しており、作中では「八つ裂き光輪」と呼称されている。
タイマーショット
腕を胸の前で交差後、左右に開き、露わになったカラータイマーから虹色の太陽エネルギーを発射する破壊光線。第4話でガランの腕を焼き切った赤い光線と、第25話でスフィンクスの胴体を爆砕した虹色の光線がある。資料によっては、虹色のほうがエネルギーの消耗が激しいと解説している。
『ウルトラマンZ』では、バラバの牽制として虹色のタイプが使用された。
アロー光線
前で両手を合わせて、命中とともに爆発する高熱を帯びたくさび型光弾を連射する。色は赤、白、青の3種類で、主に牽制に使う。キングカッパー、ヒッポリト星人、サウンドギラー、フブギララに使用。また、当たると電撃になってダメージを与える光輪タイプもあり、これは第34話でカイテイガガンに使っている。
『ウルトラマンZ』では、バラバ戦で使用した。
スラッシュ光線
右手先から放つ矢尻型の単発の手裏剣状のカッター光線。第3話でバキシムの角ミサイルを破壊した。
『ウルトラマンZ』ではウルトラネオバリヤーと組み合わせて連射してバラバを牽制した。
スター光線
両手先の間から星型手裏剣状光弾を連射して超獣の体に突き刺して爆発させる。別名：スターショット。第37話でマッハレスにダメージを与えた。牽制技であり、威力もあまり高くはない。
NINTENDO 64ソフト『PDウルトラマンバトルコレクション64』では、メタリウム光線以上の威力を持つ技として使用可能。
エネルギー光球
頭上に掲げた両手の間に発生させた破壊エネルギーを丸め、赤い光球状にして投げつける。当たると爆発する。第10話でザイゴンにダメージを与え、動きを止めた。
ダブルビーム
右腕を上に、左腕を前に伸ばし、両手先からそれぞれ白色光線を放ち、一点を狙う。第12話で首に巻きついたサボテンダーの舌を焼き切った。
ドリル光線
重ねた両手にドリルのように渦を巻いた光線を発射する。第15話でAに巻きついて締め上げようとしたキングクラブの尻尾をバラバラにした。
ストレート光線
両手を広げ、両手先から一点を狙って断続的に放つ強力なエネルギー光弾。第23話で巨大ヤプールに使用。
ムーン光線
右手から三日月型光弾を連射する。第23話で巨大ヤプールに使ったが、弾かれた。
ブルーレーザー
交差させた両腕を伸ばして放つ青色熱光線。第42話では雪山の頂に放ち、雪崩を起こしてアイスロンの死体を埋めた。
シューティングビーム
両掌を合わせて連射する青い破壊エネルギー波。第38話でスノーギランに使ったが、効かなかった。
ハンディシュート
両手先から断続的に発射する弓矢型光線。第40話でスチール星人に使用。
ダイヤ光線
両手先を合わせて放つ菱形のエネルギー光弾。別名：カッタービーム。第19話ではブラックピジョンを倒し、第37話ではマッハレスにダメージを与えた。
ハンドビーム
ジャンプして両手をそろえて上空から放つ青い爆発光線。第29話ではアングラモンの弱点の胸を撃って倒した。地上でビームを断続的に発射するタイプもあり、こちらはバクタリにダメージを与えた。
グリップビーム
右拳から放つ破壊光線。第29話でカイマンダを倒した。
アタックビーム
両手先の間から放つ超高熱の赤色熱光線。第15話でキングクラブを爆砕した。
エネルギー光線
両手間に発生させたエネルギーを凝縮し、断続的に放つ。第46話でダイダラホーシを倒した。
タイマーボルト
カラータイマーから空に電撃エネルギーを放射し、敵に稲妻を落とす。別名：ウルトラサンダー。第22話では、ブラックサタンに石油を浴びせた後、この技で炎上させた。
内山まもるの漫画『かがやけ ウルトラの星』でも使用され、空中の怪獣軍団を一網打尽にしている。
フラッシュハンド
体内のエネルギーで白熱化した両腕で、手刀やパンチを叩き込む。第32話のコオクス戦では、指先から放たれるマヒ効果の光を退けるために両腕の高熱エネルギーをそれぞれ別の回転のこぎり状にして撃ち込むギロチン型タイプ（ギロチンタイプ）を使用し、敵の両腕を切断した。
また、体内の高熱エネルギーを高熱火炎に変えて放射するエースファイヤーという技もあり、スフィンクスにダメージを与えた。
透視光線（透視能力）
両目から放射する光線。濃煙や隕石内、岩陰などに隠れた敵を発見する。第28話で火山の煙に隠れたルナチクスを発見した。
メディカルレイ
両目から放つ治療光線。第44話でオニデビルの赤い豆の毒にやられた人々の体内から豆を取り出して回復させた。
ウルトラシャワー
両手を合わせて噴射する溶解液。第11話では再生能力により切断技が効かないユニタングにとどめを刺した。
実体化ガス
両手を合わせて特殊なガスを噴射して超獣の幻影を打ち破り、実体を探す。アプラサールに使用。
消火フォッグ
指先から強力な霧状の消火液を噴射する。第10・15話で火災を消し止め、第41話ではカイマンダの後光輪の炎を消火した。
セット光線
第16話でカウラに鼻輪をかけ、大人しくさせた特殊な光線。
ボディスパーク
体内のエネルギーを解放して全身から発する超高熱。第11話では体に巻きついたユニタングの糸を焼き切り、第43話ではフブギララの冷凍ガスで凍りついた体の氷塊を溶かした。
エースバキューム
万歳したあと、両手を水平にして前につきだして重ね、両手から青い光線を放つ。この光線は渦巻き、そこにある毒ガスや水流をAの両掌に吸収する効果がある。ガランの吐くガスや、キングカッパーの頭の皿の水を奪った。
ドライスパーク
右腕を頭上に掲げ、2本指から高熱の光を放射する。第19話では、キングカッパーの皿の水を奪ったあとで、全身を乾燥させるのに利用した。
エーススパーク
両腕を頭上で交差させたあと、下へ振り戻してへそのあたりから矢尻型の光弾を放つ。第3話でバキシムの動きを止めた。
ストップフラッシュ
腕を胸の前で交差させて放射する活動停止光線。第11話でユニタングの動きを止めた。
サークルバリヤー
両手から防御エネルギーで発生させる円形の光の壁。第22話でブラックサタンの光線を跳ね返した。
ウルトラネオバリヤー
大きく開いた両手で体の前面に発生させる長方形の光のバリア。バリアを構えたままの移動も可能。第3話でバキシムの火炎を防いだ。『ウルトラファイトビクトリー』でもビクトリーキラーのキングジョーランチャーを防いでいる。
エースバリヤー
高速回転するAの体から発せられるエネルギーによって大気の裂け目を作り出し、一時的に敵を封じ込める決死の技。一度に複数の敵を封印できるが、短時間でエネルギーの半分を急激に消費し、その反動で南夕子の体力に大きな負担をかける。効力は1日間。第7話でドラゴリーを、第8話ではドラゴリーとメトロン星人Jr.の2体を封印した。
エースバリヤー
上記とは別の技。両腕を体の前に突き出し、敵の光線を無効化する。巨大ヤプールの光線を防いだ。
エースバリヤー（太陽光遮断能力）（エースバリア）
太陽光線で超獣化したハンザギランをエネルギーの膜で包み込み、太陽光線を遮断して元のサンショウウオに戻した。
異次元エネルギー遮断能力
第21話で天女アプラサを超獣化させていた異次元エネルギーを遮断する能力。
ウルトラナイフ
「ウルトラナイフ」と発声しながら走り寄って敵を切り裂く強力な手刀。ザイゴンの首を切断した。
エースブレード
胸の前で腕を組み、右手から取り出すようにウルトラ念力で実体化させる鋭い刀剣状のエネルギー。ドラゴリーとスフィンクスの首を切断した。
エースキック
敵の腹部や頭部に炸裂させる空中キック。
カンガルーキック
敵の眼前で逆立ちをし、素早く弱点にバックキックを打ち込む。
スピンキック
空中で連続回転してキック力を強化し、急降下しながら蹴りを喰らわせる。
ひざ蹴り
敵の頭部を掴んで、頑丈な膝を打ちつける。
電撃キック
左足に高電圧エネルギーを帯びさせ、敵の頭を掴んで左足で蹴りこんで電撃を食らわす。第49話でアクエリウスを倒した。
ウルトラパンチ
強烈な右ストレートパンチ。ドラゴリーの体を貫通するほどの威力を持つ。
ウルトラアタック
敵の目の前でジャンプし、そのまま突進して地面へ一気に押し倒す技。
エースリフター
強力な投げ技。頭上まで敵を担ぎ上げ、上に放り投げてから落下してくるところを受け止め、回転してから再度放り投げる。ルナチクスを火山に放り込み焼死させた他、ギタギタンガとオニデビルを倒した。バクタリを宇宙に投げ飛ばした。
ウルトラスウィング
敵の足を掴んで振り回した後、空中高く投げ飛ばす技。サボテンダーやコオクスなどに使用した。
空中回転落とし
敵を抱えたまま空中で高速回転し、一気に放り投げる技。
回転足投げ
両脚で敵の首を挟み、体を捻った勢いで地面に引き倒す技。
背負い投げ
肩で敵の巨体を担いで、一気に前方へ投げ落としてパワーダウンさせる。
えび固め
地面に倒れた敵の背中に馬乗りになり、背骨を怪力で折り曲げる。
巴投げ
敵の体を掴んだ状態で体を回転させ、足で腹部を蹴り上げて投げ飛ばす。
首投げ
敵の首を締めつけて大幅に戦闘力を低下させ、素早く投げる。
エースドリル
全身を高速スピンさせ、ドリルのように地底を掘り進む技。第28話で使用している。
流れ斬り戦法
大木を引き抜き、ウルトラ念力で強化して剣のように使う。第46話でダイダラホーシにダメージを与えた。他にも、第39話ではファイヤー星人戦では、炎の剣に対して近くにあった鉄塔を折って対抗した。
武器返し戦法
敵の武器を奪い取り、返り討ちにする戦法。第9話でガマスのミサイルを白刃取りで受け止めて投げ返したミサイル返し、ガマスの短槍を奪って突き刺すガマスヤリ返し（ガマス槍返し）、第14話でバラバの頭部の剣を奪って胸に突き立てるバラバ剣返し、第39話でファイヤーモンスの火炎剣を奪って斬りつける火炎剣返しなどがある。
ダブル攻撃
アリブンタとギロン人を倒すために繰り出した、ゾフィーとの共闘技。ギロン人を抱えたAと、アリブンタを抱えたゾフィーが猛スピードで駆け寄り、敵の頭をぶつけ合うことで2体を絶命させた。
ウルトラサイン
宇宙空間に光のサインを打ち出し、ウルトラ兄弟と連絡を取る。別名：ウルトラシグナル。M78星雲のウルトラ戦士は全員とも使えるが、ヤプールが偽のウルトラサインでウルトラ兄弟を罠にはめたこともある。『ウルトラマンタロウ』に登場したタイラントは、これを打ち消す光線を放つ。地球人にはサイン自体が不可視ということもあり、読むことはできない。
Aが最初に使った本作品では、ウルトラサインに使われる文字（通称：ウルトラ文字）を用いた各ウルトラ戦士の名前の表記も設定され、ゴルゴダ星で4兄弟を磔にした十字架などに登場した。本作品以後の作品でも、設定上の接点のない者を含めた大半のウルトラ戦士にウルトラ文字での名前表記が設定されているが、これは演出面よりアトラクションショーなどの営業面への配慮によるものである。

#### 他作品への出演時に見せる能力
ウルトラチャージ
Aにウルトラ4兄弟が自らの活動エネルギーをチャージする際に使用した技。
金縛り光線
『ウルトラマンタロウ』にゲスト出演した際、テンペラー星人に使った技。初代ウルトラマンとAが両腕をL字型にかまえて帯状の光線を同時に放ち、テンペラー星人を縛りつけた。
必殺光線一斉発射（グランドスパーク）
ウルトラ兄弟が必殺光線を同時に放つ技。
『ウルトラマンタロウ』第34話では、ゾフィー、ウルトラマン、ウルトラセブン、ウルトラマンジャックらの光線とともにメタリウム光線を放ち、テンペラー星人の宇宙船に向かって、それぞれが必殺光線を一斉に発射することで大爆発させた。
映画『ウルトラ6兄弟VS怪獣軍団』では、ゾフィー、セブン、ジャック、タロウらの光線とともにメタリウム光線を放ち、ゴモラを攻撃した。
映画『ウルトラマンメビウス&ウルトラ兄弟』では、マン・ジャック・エースとの合同で使用。月面でのUキラーザウルスとの戦いでは、一点に集中することで威力を増している。
映画『ウルトラマンゼロ THE MOVIE 超決戦!ベリアル銀河帝国』ではデルストの大群を倒した。
5兄弟リフター
『ウルトラマンタロウ』第34話にゲスト出演した際に、ウルトラ5兄弟がテンペラー星人を空中に放り投げる際に使用する技。5兄弟で相手を持ち上げ、回転しながら空中に放り投げる。
3戦士トリプル光線
『ウルトラマンレオ』にゲスト出演した際に使用した技。ウルトラキーを盗んだにせアストラをババルウ星人とは知らずに庇うレオに対し、ウルトラマンやジャックとともに放った光線。全員が両腕L字型組み、右腕から発射した。
スペシウム光線
映画『新世紀ウルトラマン伝説』で暗黒妖鬼 天空魔に使っている。
ダブル光線
宇宙空間で逃亡するUキラーザウルスに放った合体光線。メタリウム光線と、ジャックのスペシウム光線をひとつにしたうえでUキラーザウルスに命中させ、地球へ落下させた。映画『ウルトラマンメビウス&ウルトラ兄弟』で使用。
ファイナル・クロスシールド
映画『ウルトラマンメビウス&ウルトラ兄弟』でウルトラマン、セブン、ジャックと共にUキラーザウルスを封印した大技。
エネルギー照射
ガッツ星人によって十字架に閉じ込められたウルトラマンメビウスを救出する際に使用した合体光線。A、ウルトラマン、セブン、ジャックが赤色の光線を放って十字架を破壊し、メビウスを解放した。『ウルトラマンメビウス&ウルトラ兄弟』で使用。
ウルトラパリフィー
スーパーヒッポリト星人によってブロンズ像にされたメビウスを救出する際に使用した光線。ウルトラマン、セブン、ジャックとともに、体の前方に突き出した右腕から放った光線をひとつにし、メビウスのカラータイマーに照射して復活させた。
合体光線
映画『大怪獣バトル ウルトラ銀河伝説 THE MOVIE』で使用。ジャックのスペシウム光線、80のサクシウム光線と同時にメタリウム光線を放つ。
瞬間移動能力
『ウルトラマンメビウス』第44話にゲスト出演した際に、北斗星司がAに変身すると同時に、全身を白く発光させながら、月に移動した。
ストップリング
腕からリング状の光線を複数放ち、相手の体を拘束して動きを封じる。『ウルトラマンZ』客演時に初めて使用した、バラバを縛りつけた。
上記のほか、異次元にさらわれた子どもたちを解放した異次元開放能力、マイナス宇宙にあるゴルゴダ星へ飛ぶ高速飛行能力、過去に迷い込んだTAC隊員を現代に連れ戻した時間飛行能力、旗を巨大化させてザイゴンを翻弄した物質巨大化念力、ベロクロン二世にダメージを与えたガスタンク爆弾化能力、アプラサールを元のアプラサに戻した異次元エネルギー遮断能力など、さまざまな超能力を扱う。それゆえ、光線技と超能力の多彩さはウルトラ兄弟で一番となっている。
また、ガマスの放った吹き矢ミサイルを受け止めて投げ返したり、ファイヤー星人の炎の剣を奪って返り討ちにするなど、相手の武器を用いて攻撃する描写も多かった。

### 他作品での活躍
夕子の客演は#主人公を参照。『ウルトラマンメビウス』以降の作品では、ウルトラ兄弟のなかでも伝説的存在である「ウルトラ6兄弟」の1人にカウントされている。
『ウルトラマンタロウ』
第1話、第25話、第33・34話、第40話に登場。
『ウルトラマンレオ』
第38・39話で登場。
映画『新世紀ウルトラマン伝説』
他のウルトラ戦士とともに天空魔と戦った。
映画『新世紀2003ウルトラマン伝説 THE KING'S JUBILEE』
他のウルトラ戦士とともに、ウルトラマンキングの誕生日を祝福する。
『ウルトラマンボーイのウルころ』
第25話、第45話、第90話に登場。
『ウルトラマンメビウス』
第1話、第44話、第50話、劇場版◎、OV『ウルトラマンメビウス外伝 ゴーストリバース』に登場（『ゴーストリバース』でのみ声優の草尾毅が声を担当）。
劇場版では初代マン、セブン、ジャックとともに、Uキラーザウルスを死闘の末に封印する。封印後は北斗の姿になり、神戸市のホテル展望レストランのオーナーシェフとして生活していた設定となる。かつて自分を苦しめ、半ば刺し違えるような形で地球から離れさせたヤプールに対し、現在も激しい怒りを燃やしている。ヒビノ・ミライ（メビウス）に「自分の力を過信すればその力で敗北する」と諭した。本作品同様に白いマフラーを纏い、上着の襟にTACのエンブレムを付けている。ミライが神戸を去る時には、TAC式の敬礼で見送った。
第44話では、暗黒四天王最初の刺客として現れたヤプールの策略で分断されたメビウスとCREW GUYSのカザマ・マリナにテレパシーを送った。メビウスにヤプールを倒させる一方、ヤプールが送り込んだルナチクスを倒した。醜悪なフリージャーナリスト・ヒルカワから受けた数々の理不尽な仕打ちによって、地球人にもウルトラマンを拒絶する者や、邪な考えを抱く者がいることを身を持って学んだミライに対し、本作品の最終回（第52話）で最後の願いとして残したメッセージを変わらぬ願いとして伝えた。そして、夕子との再会を果たす。
第50話では件の3人やタロウ、ウルトラマンレオとアストラ、ウルトラマン80と協力し、エンペラ星人の力で太陽を覆い尽くしていた黒点を消滅させた。
『ゴーストリバース』ではタロウ、メビウス、ウルトラマンヒカリとともに、怪獣墓場で復活した暗黒四天王と戦い、宿敵ヤプールの乗り移ったメビウスキラーを倒した。
映画『大決戦!超ウルトラ8兄弟』
北斗と夕子がパン屋の主人夫妻として登場し、一人娘の七海がいる。夕子はここでも看護師の免許を持っている。変身は北斗が単独で行っている。
- スーツは『ウルトラマンメビウス&ウルトラ兄弟』で制作されたものと同一。

映画『大怪獣バトル ウルトラ銀河伝説 THE MOVIE』
ジャックや80とともにウルトラマンベリアルと戦って合体光線を披露するが、跳ね返されて3人まとめて倒されてしまい、光の国の氷結に巻き込まれてしまう。ウルトラマンゼロがベリアルからプラズマスパークのエネルギーコアを取り戻したことで復活している。
映画『ウルトラマンゼロ THE MOVIE 超決戦!ベリアル銀河帝国』
他のウルトラ戦士とともに、アナザースペースに旅立つゼロを見送った後、光の国を襲ってきたダークロプス軍団を撃退した。
映画『ウルトラマンサーガ』
件の3人やレオとともにゼロの身を案じた他、本編からカットされたシーンではバット星人の作りだした怪獣兵器ベロクロンと闘った。また、謎の円盤によって、様々な並行宇宙が危機に陥ることを危惧していた。
『ウルトラマンギンガS』
直接登場していないが、ウルトラマンギンガストリウムのウルトラ6兄弟の力の2つにAの技（メタリウム光線とパンチレーザー）とイメージが登場。メタリウム光線で巨大ヤプールを撃破した。
ファイブキング（SDU）戦でも使用し、ウルトラマンビクトリーのビクトリウムシュートと合わせてメルバの翼を破壊した。
『ウルトラファイトビクトリー』
レオやアストラとともに、ヤプールの新たな野望の阻止するため、ギンガやビクトリーに加勢。
『ウルトラマンジード』
第1話に登場。他のウルトラ兄弟やゼロ、宇宙警備隊候補生とともにベリアルと戦った。
この他、ウルトラマンジード ロイヤルメガマスターが第17話でブラザーズシールド、第21話でバーチカルスパークを使用した際、イメージとして登場。
『ウルトラギャラクシーファイト ニュージェネレーションヒーローズ』
件の3人やタロウ、ゾフィーとともに登場。ニュージェネレーションヒーローズの活躍を見守った。
『ウルトラマンZ』
第19話に登場。自身が名前を授けたウルトラマンゼットの危機を察知し、ウルトラメダルに導かれてゼットのいる地球へと赤い球となって飛来。ヤプールの怨念で蘇ったバラバを協力して撃破する。
『ウルトラギャラクシーファイト 運命の衝突』
声は関智一。

### 本作品以降に登場する形態
- グリッターバージョン
- 他のウルトラ戦士との合体
  - スーパーウルトラマン
  - メビウスインフィニティー

### 関連する能力を持つ戦士
ウルトラマンギンガストリウム
エースの能力を使用可能。
グランセイバードゼロ
ウルトラマンオーブ スラッガーエース
ウルトラマンゼット ベータスマッシュ

## 主な登場人物

### 主人公
北斗 星司（）
本作品の主人公。年齢20歳、7月7日生まれ。血液型B型（第25話より）。
物語開始時は広島県福山市のパン屋で、パンの配送車のトラック運転手として働いていた。ベロクロンの侵攻から夕子や子供たちを守るべく、タンクローリーで特攻して命を落としたが、その勇気をウルトラ兄弟に認められ、夕子と共にウルトラマンAから新たな命を与えられて復活し、Aに変身できるようになった。その後、夕子と共に故郷を後にしてTACに入隊する。
正義感が強く勇敢でもあるが、お調子者なところもあり、ウルトラマンとしての超感覚と正直者で血気盛んかつ短気な性格のために他の隊員からは不信扱いされ、謹慎処分を度々受けていた。
過去に関しては、生後まもなく父親が他界、9歳まで寝小便癖あり、中学時代には同級生や知り合いの大学生とともに冬山で遭難、少年時代はグレかかっていた時期があったことが語られている。そういった経験から、父親のいない子供、暴走族、寝小便の治らない子供と心を通わせる話も見られた。
第28話で月星人だった夕子が同胞の元に去っていったため、以降は単独でAに変身している。また、第29話で知り合った、ウルトラの星が見えることからウルトラ6番目の弟を自称する梅津ダンを教え導く。
第52話でヤプール残党の策略により、人を信じる気持ちを失いかけた子供たちの心を救うため、彼らの眼前でAに変身してジャンボキングを倒す。そして、最後のメッセージを伝えて地球を後にした。
Aとは一体化したまま地球を去ったため、『ウルトラマンタロウ』第33話・第34話、『ウルトラマンメビウス』劇場版・第44話にもAの人間体として登場。『ウルトラマンタロウ』第33話・第34話、『ウルトラマンメビウス』劇場版では郷秀樹＝ウルトラマンジャックとともに、ハヤタ＝ウルトラマンやモロボシ・ダン＝ウルトラセブンの制止を振り切って真っ先にタロウやメビウスを助けにいこうとする一方、勝利に驕ったタロウ＝東光太郎に憤りを露わにするなど、本作品での血気盛んぶりも健在である。また、『ウルトラマンメビウス』第44話では上述のメッセージを「変わらぬ願い」としてメビウス＝ヒビノ・ミライに伝えている。
- 首に巻いている白いマフラーは『少年ジェット』の少年ジェットの影響で、北斗役の高峰のアイデアによるもの。

南 夕子（）
年齢19歳、北斗と同じ7月7日生まれ。血液型O型（第5話より）。身長160センチメートル、体重55キログラム。
元は広島県福山市の病院で看護師として勤務していた。北斗共々、Aへの変身能力を与えられた後、TACに入隊する。プログラムやオペレーションを主に担当するが、積極的に実戦にも参加する。常に沈着冷静に物事を考え、北斗のピンチを救ったことが何度もある。
一方では積極性の強い面もあり、北斗とのデートでは必ず彼女の方から誘うらしく、劇中では第5話にてデートシーンが描かれている。大食いでもあり、第19話では特大ラーメンを注文している。
一見、真面目そうだが実は1回だけ謹慎処分を食らったことがある（第3話）。これは、実際はバキシムの襲来をTACが予測していなかったことによる誤解からだった。第14話で北斗に自爆攻撃を強要した高倉司令官を、山中隊員とともに司令室から叩き出している。
その正体は、かつてルナチクスに滅ぼされた月星人の高度文明種族の末裔で、ルナチクス打倒を目的に月星人を代表して地球へ派遣されていた。第28話でルナチクスを倒すと自分のウルトラリングを北斗に託し、月星人の世界を再建すべく仲間の待つ冥王星へ旅立っていった。その後、第38話と第52話や後続作品にも登場。失明した者を回復させる虹状の光線やテレパシー、空中飛行や巨大化といった月星人の特殊能力を発揮している。
ウルトラの父からは一目置かれているらしく、第38話ではウルトラの父の召喚に応じて地球に飛来している。
永岡書店発行、監修・円谷プロダクション、構成・竹内博『ピコピコブックス13 輝け！ウルトラ戦士!!』には、夕子の生い立ちについての項目があり、以下のような記載がある。
かつて月には、高度な文明が栄えていた。ある日、超獣ルナチクスの襲撃を予見した月星人の指導者たちは、夕子を地球に送ることを決断する。時は流れ、ある日、赤ん坊の姿の夕子が入ったカプセルを発見した南博士は、それを持ち帰り、彼女を自分の娘として育てた。成長した夕子は看護師になり、そして超獣ベロクロンによる広島県福山市襲撃の日を迎えた。
『ウルトラマンタロウ』
第39話に登場。月から地球に行ったモチロンを追って現れた。東光太郎（ウルトラマンタロウ）は北斗（A）から夕子のことを聞いており、夕子はタロウの戦いを月から観戦している。
『ウルトラマンメビウス』
第44話に登場。北斗との再会も果たしている。
映画『大決戦!超ウルトラ8兄弟』
ごく普通の地球人として生まれ、北斗と結婚して七海という娘をもうけ、横浜市内でパン屋を経営している。この世界でも看護師の資格を持っていることが説明されている。

### TAC隊員
竜 五郎（）
35歳。TAC極東支部の隊長。常に冷静沈着で科学的な視点で物事を捉えようとする。
作戦が特に危険な場合であれば敢えて部下を充てずに自分で取りかかるほか、第14話では無茶な命令を連発する高倉司令官を殴って基地から追い出すなど、部下に対する配慮も忘れない。ただし、「鬼隊長」の異名を持つほど作戦遂行や部下のミスに対しては厳格で、謹慎ないし出撃停止処分を乱発する傾向にある。また、如何なる苦境に陥っても、部下や事件に関わってしまった人たちを諭し、勇気づけようとする。
独身でアパートに一人暮らしをしており、故郷の秋田県に姉と甥がいる。第47話では身寄りを失った少女をこの姉に養女入りさせている。
出撃する際に、夕子や美川など女性隊員と2人で戦闘機に乗り組むことが多く、特に「美川隊員は私と一緒に」と何度か指令している。
山中 一郎（）
25歳。TAC極東支部の副隊長格であり、隊員たちの兄貴分的存在。
射撃の名手（特に早撃ちが得意）でもあり、TACガンを常に2挺携帯している。やや短気な口うるさい性格でよく北斗を怒鳴りつけることが多いが、根は優しく仲間思いで自ら危険な任務を買って出ることもある。スランプに陥った北斗の特訓に協力するなど面倒見のいい面も描かれた。
現実主義者のため、怪現象に対しては否定的で同僚や目撃者の証言を信じないことも多いが、事実を知ると素直に認める潔さがある（普段はその後に態度を改めたりはしないが、第32話では北斗に謝罪している）。
通信班に勤める高階マヤという婚約者がいたが第7話でメトロン星人Jr.に殺害されている。
小説『ウルトラマンメビウス アンデレスホリゾント』では、GUYS調査部の部員として、彼と思しき「ヤマナカ某」という人物の存在が語られている。

今野 勉（）
24歳。ロケット工学のオーソリティで怪力。ひょうきんな性格で、常に場を和ませる仲間思いなムードメーカー的存在。山中と同じく怪現象や北斗の証言に懐疑的な態度をとることが多いが、仲間意識は強い。巨漢であることからかなりの大食漢である。
九州出身で、岡山県に親戚が住んでいる。実家の父は寺の住職であり、危機に陥ると「南無阿弥陀仏」と念仏を唱え、時に念仏を唱えながら十字を切ることもある。鼻をこする癖がある。骸骨が苦手。女性に弱く、好意を寄せる女性に対してはつい気を許して純情な面を見せることもしばしばある。
美川 のり子（）
20歳。オペレーションと副官業務が主な任務だが、実戦に出ることもある。爆発物の専門家でブローチ型の小型爆弾を常に携帯する。
男運が悪いらしく、男性が絡む時はたいてい事件に繋がっている。
戦闘機に乗る時は竜と一緒のことが多く、初期に書かれた市川森一による没脚本「超獣狩り大作戦」では隊長の秘書と言って半ば強引に竜についていくという一節がある。竜の下した謹慎処分を一時的に解除する権限を持ち、3話において南隊員の処分を解除するなど竜からの信頼が厚いことがわかる。第22話で銀星人に殺される憂き目に遭うが、その回のうちに蘇生した。
夕子が月に帰った後は、隊の中で彼女の代わりのようなポジションを務めるようになった。
TAC隊員の中では、先輩格に当たる旧MAT隊員・郷秀樹の存在を唯一知っていた。
吉村 公三（）
20歳。宇宙生物の権威で過去の怪獣や宇宙人に精通している他、気象や宇宙科学に対する情報の分析が得意である。
ギターが趣味で、第2話のパーティシーンなどで腕前を披露している。
故郷の岡山県牛窓町に母がいる。実家は化粧品店を営み、父は他界している。
梶 洋一（）
24歳。TACの兵器開発担当の主任技師で様々な武器を開発。一部の書籍では「役に立たない物ばかり作っている」と批判されることがあるが、実際には妖星破壊ミサイル・マリア2号や、異次元突入装置、別項の通りなど地球を救うための充分「役に立つ」物を開発していることが多い。
番組初期は一般的な白衣を、第7話以降は他の隊員とはデザインが異なる専用服を着ている。
第27話で自ら志願し、他のTAC隊員と共にヒッポリト星人との対決に参加したのを最後に降板したが、第31話にゲスト出演している。
降板後の処遇は本作品中では不明だが、派生作品などでは以下のように設定されている。
『ウルトラ超兵器大図鑑』
実験中の事故で殉職したとされている。
『ウルトラマンメビウス』
小説『ウルトラマンメビウス アンデレスホリゾント』では、GUYSの戦闘機に使用されている慣性制御翼（イナーシャルウィング）の基礎概念を考案した人物とされている。

### その他
高階 マヤ（）
第7話・第8話に登場。TACミサイル基地の通信員にして、山中隊員の婚約者。メトロン星人Jr.に殺害されて乗り移られる。第8話では回想シーンに登場。
高倉（）
第14話に登場。TAC南太平洋国際本部司令官で竜の上官。超光速ミサイルNo.7でヤプールの拠点と思われたゴルゴダ星を爆破すべく来日した。
ゴルゴダ星爆破作戦に反対意見を述べた北斗に憤慨し、職務権限を利用してミサイルの操縦手に強引に任命し、ミサイルの欠陥が明らかにされた後も自分の体面を守るために北斗に自爆攻撃を強要した挙句、竜に作戦の失敗を指摘されて逆上するなど、歴代の司令官の中でも特に度量が狭く自己保身の強い人物である。最後はその横暴さに激怒した竜に殴られた上、さらに夕子たちに激しく非難され、山中によって司令室から追い出された。
- 後年発刊された円谷プロ監修の『僕らのウルトラマンA』では、、竜を始めとした彼に反抗した隊員たちが目立った懲罰も受けなかったことから、高倉が任務失敗の責任を負って更迭された可能性が高いと言及されている。

### 梅津家
梅津 ダン（）
1年前、ギタギタンガの出現による車事故で父親を失った少年。北斗と心を通わせ、彼を兄のように慕う。
ウルトラの星が視認できたり、超獣の出現を予言することができる。自身を「ウルトラ6番目の弟」と自称する。ただし、ウルトラ兄弟との直接の接点はない。特に劇中での説明のないまま、第43話を最後に姉の香代子とともに登場しなくなる。
- 名前の由来は、第29話の脚本を執筆した長坂秀佳の長男の名前から。
- 『大決戦!超ウルトラ8兄弟』の初期プロット『ウルトラマンメビウス&ウルトラ兄弟2』では、成人して登場。

小学二年生の漫画版では最終回まで登場しており、ベロクロンを倒して光の国に帰還したA＝北斗から2つのウルトラリングを渡されてAの正体をTACの隊員に明かし、海辺で北斗の名を叫び続けた（そこに北斗のメッセージが映る）。
梅津 香代子（）
ダンの姉。18歳。北斗の住むアパートでは隣部屋同士で、彼に愛情に近い感情を抱く。ダン同様、登場は第29話から第43話である。

## TAC
TAC（）とは、Terrible-monster Attacking Crewの略（別名「超獣攻撃隊」）で、突如現れたベロクロンに全滅させられた地球防衛軍に代わって組織された地球防衛機構により新たに編制された地球の全世界的守備組織である。
本部はニューヨークに置かれており、その下位に南太平洋国際本部が存在する。ヨーロッパ・アフリカ・極東（日本）に支部が存在し、ウルトラマンAこと北斗星司と南夕子が入隊したのも極東支部である。
常にレーダーで超獣の動きを監視しながら、超獣撃退のための兵器や戦術を日夜研究している。開発した兵器の数は随一で、超獣・宇宙人の撃破数はウルトラ警備隊やZATに準ずる成績を誇る。また、撃破はできずとも超獣に大ダメージを与えることもあり、Aの勝利が彼らの貢献によることも少なくない。第10話ではMATファイルという資料が語られており、前作のMATとの関連を窺わせている。

### 極東支部基地
極東支部基地は山梨県側の富士山麓の地上・地下、富士五湖の樹海付近にある。基地施設は地形や自然を利用して巧妙にカモフラージュされ、表向きは気象観測所を装っている。発進ゲートは牧場や崖などに偽装されている。
地下部分は、隊員たちの司令室（イベント用のレストルームも直結している）をはじめ、古代文献まで保管する資料室や各種研究室、射撃訓練場、中央原子動力室、各メカの格納庫に大型ミサイル工場まで建設され、地上部分はメインレーダーやさまざまな福利厚生施設、庶務施設、研究棟が存在する。七夕飾りを持参した少年が基地を訪問するシーンもあることから、一般市民も立ち入り可能なことが窺える。また、襲撃してきた超獣に対する大型野砲や4連装・16連装ロケット砲といった防衛設備まで充実している。超獣や侵略宇宙人に襲撃されたり、Aと超獣の戦場となった回数も多い。
- 東京映画撮影所に司令室などのレギュラーセットが組まれた[2]。司令室は前作『帰ってきたウルトラマン』のMATのセットの流用で、基本レイアウトなどが引き継がれている[97]。銀によるメタリック感が強調され、本編美術を担当した鈴木儀雄の特徴である円が多用されている[97]。

### 装備

#### 隊員服
オレンジと銀色の配色のユニフォームで、耐久・耐熱・耐寒・防弾・防火機能に優れる。竜隊長の物のみ、第3話以降胸のグレーラインが濃くなる。
男女とも同じデザインだが、ブーツについては女性隊員のもののみフリンジがついており、微妙にデザインが異なる。
また、梶隊員は当初は白衣に身を包んでいたが、第7話より白を基調としたオレンジの線のユニフォームを着るようになる。
夕子のものは、彼女が冥王星へと旅立っていった直後にTACの隊員たちによって送り火として燃やされた。
- 衣裳は京都衣裳が担当[103]。デザインイメージはヒーローキャラクター的なもの[101]。

#### 銃器類・特殊装備
TACヘルメット
隊員服より少し赤が強いオレンジ色の地色に黒のモール、額部分にはTACエンブレムが入り、高性能通信機を内蔵している。隊長用には黒線が追加されている。昭和ウルトラシリーズに登場した防衛チームで唯一バイザーが付いていない物を採用している。
ゴーグル
目を超獣の放つ光線から守るために開発された専用ゴーグル。スノーギラン戦で使用。
TAC宇宙服
対重力機能が高い宇宙服で、超光速ミサイルNo.7に乗った時に北斗隊員が着用した。
携帯式通信機
腕時計型と小型トランシーバータイプの2種類が使用されている。
TACガン
TACの隊員全員が通常の作戦行動時に携行している銀色の火薬発火式拳銃で炸裂弾を発射する。山中隊員のみ2挺携帯している。防水・耐熱加工が施されており、銃身先端に特殊アダプターを装着するとレーザー光線も発射可能（第1・6話）。また番組後期ではアダプターの装着なしでもレーザー照射を行っている（第45・50話）。アンチラ星人、宇宙仮面、レボール星人、サイモン星人を倒した。
ビッグレーザー50（）
梶が開発した普通のレーザービームの50倍の威力を有する光線を発射する大型砲。第2話でカメレキングの卵を焼き払うために初めて使われたが無効で、以後も使われたがレーザーより実弾を撃つ方が多かった。三脚架を付けることもでき、ユニバーラゲスをレーザーで倒した。
タックバズーカ
第10話でザイゴンやアンチラ星人攻撃に使用された新型バズーカ砲。軽量だが、打ち込んだ敵の体内で爆発する強力な弾頭を発射する。
バズーカ砲
今野隊員が好んで用いていた大型兵器。ガランなどに対して使用された。
SP-72
前作でMATが使っていたレーザーガンSP-70を改良した小型ミサイルランチャー。第12話でサボテンダーに使用。
ウルトラレーザー
にせ郷秀樹に化けたアンチラ星人が使ってザイゴンを撃退したレーザー銃で、のちにTACの管理物となり、実戦で使った（第43・47話など）。それ以前の第13話でも、竜隊長の命令でタックアローの機体からバラバにウルトラレーザーが発射されている。ウルトラシリーズ初のオーバーテクノロジー兵器である。
超小型銃（仮称）
宇宙仮面こと坂井青年がその正体を現して危害を加える可能性を考慮して、山中隊員が美川隊員に貸与しようとした掌サイズの小型拳銃。
グレネードランチャー型の銃（仮称）
第22話で山中隊員がブラックサタンを攻撃する時と、宇宙仮面の射殺の際に美川隊員が使った銃。また、第17話では梶隊員がホタルンガを攻撃する際に使った。
V09拳銃
気球バアロン号に隠れているバッドバアロンをあぶりだすため、ダン少年に貸与されたTACの小型拳銃。
小型麻酔銃
バアロン号を操るヒッピー青年を眠らせた。
エレクトロガン
大砲並みの破壊力と砲身を持つ陸戦兵器。TAC極東支部基地を襲撃してきたバキシムに梶隊員が率いる兵器開発研究員数名が担いで使い、地雷原に足止めした。
迫撃砲
陸戦時に用いる兵器。高い爆発力を持つ砲弾を発射する。
U.S.M1カービン
第3レーダー基地やTAC基地発電所の歩哨が携行している実在の半自動小銃。
ガス弾
第19話でアンドロイド夫婦が住む春日邸に踏み込む時に使われた。
ブローチ爆弾
ダックビルのミサイル発射口が故障した時に美川隊員が使った銀色の星型ブローチ爆弾で、アリブンタに投げつけて炸裂させた。
ガス噴霧機能つきブローチ
美川隊員が南隊員に渡したブローチで、中に強力なガスが詰められている。民子と共にホタルンガに取り込まれた時に使い、脱出した。
特殊ペンダント
ブラックサタンを操る宇宙仮面こと坂井青年の正体を探るために梶隊員が製造した。細胞体や血液型、体温などを測定する機械が内蔵され、その結果を電波で送信する。
分析器（仮称）
フブギララの行動分析に用いられた。第45話にも登場している。
十四年式拳銃
第48話で北斗が女ヤプールの射殺に用いた。

#### 航空機
タックファルコン
事件現場での移動司令部となる大型攻撃戦闘機。別名「超大型空中母艦」。「TACの歌」の歌詞に表現されている通り、極東支部基地前の牧場の牧草地が左右に分かれて現れる滑走路を用いて発着するが、格納庫からの発進時は滑走だけではなくロケットブースターを噴射して出撃する。
常に機体の強化改造が行われ、各種装備や性能が向上していく。垂直離着陸（VTOL）が可能であるが、脚や車輪については不時着時も含めて劇中で明確な描写がない。
機内に搭載するタックアロー3機を飛行中や着陸静止時に発進させられるが、発進後の収納はできない。また、宇宙航行も可能。固有の武装としては機首のアンテナに固定装備されたレーザー砲があり、他に左右主翼にロケット弾、機体下部から噴射する消火液やガス中和剤、胴体内の爆弾倉にも各種兵器を搭載可能。機首レーザー砲でガスゲゴンを倒した。

タックアロー
TACの主力小型戦闘攻撃機。単座コックピットに搭乗した隊員が、1人で攻撃と操縦を行うように設計されている。主翼両端のジェットエンジン2基に加えて、発進とVTOL用のロケットも胴体尾部・下方に装備し、機体の運動性能が高い反面、装甲の強度については劣るとされている。
鷲のくちばしのように下方向にとがった機首が外見上の特徴で、主力作戦機のため撃墜されることも多い。固定武装として機体先端に高性能レーザー砲を装備しているが、主翼下部に追加されたロケットランチャーやミサイルによる攻撃が多い。また、磁力吸盤や消火液も搭載しており、避難民の救助活動も行う。
発進時は基地の山腹からロケットブースターとカタパルトを併用して離陸するが、作戦によってはタックファルコンに搭載して空中発進させる場合もある。
- ミニチュアは大中小3種類あり、このうち中サイズはバルサ製とFRP製がある。

タックスペース
超獣との交戦を想定して開発された複座式戦闘攻撃機。主に北斗・吉村隊員が搭乗することが多い。強力なエンジンを持ち、宇宙航行を可能としている。番組中盤以降はアローに代わって主力戦闘機となる。
発進時は富士山麓の湖底から水中発進する場合と基地の山腹から発進する場合の2通りがある（前者が多い）。
大気圏離脱・突入や水中発進に加えてVTOLも可能であることから、外見上、3発装備に見える本機のエンジンはジェットとロケットの高度なハイブリッド・エンジンと推定される。固定武装としては機首にレーザー砲を装備しており、主翼下部にロケット砲も搭載する。また、普通乗用車程度の物体を機外に吊り下げて運搬飛行することも可能である。
アクエリウスの宇宙船を撃墜した。第8話ではエースバリアを壊すほどの破壊力を見せる。
- ミニチュアは、1974年に製作されたパイロットフィルム『巨獣惑星』に登場する宇宙船に改造された。

#### 車両・潜航艇
タックパンサー
主に地上でのパトロールや諜報活動、連絡に使われるTACの専用車両。原型はトヨタ・マークII・2ドアハードトップ2000GSS（RX21）で、黒地に銀縁のオレンジラインが施され、ドアとルーフ部分にTACエンブレムが配されている。カラー以外は特に外観上の改造部分は見当たらず、武装はしていないが、探査機能に優れており、レーダーや高性能通信機は装備されている。
後部トランク部分に、大型の水中爆弾と、潜水装備を搭載している。
タックジープ
主に山間部の陸戦や現場への小〜中型兵器の運搬などに用いられる。車両自体は改造されていない。

ダックビル
TACの6人乗りの地底探索用戦車で、巨大なドリルを装備しており、武器はミサイルとレーザービーム。単独での短時間の無人飛行能力もあり、アリブンタ撃滅に使われたが、攻撃を受けて地中で動けなくなった。
- 名称はカモノハシを意味する英単語から取られている。「タックビル」と誤記する資料も多い。

ドルフィン
設定のみで、本編には未登場。TACの潜航艇で1号と2号があり、富士五湖の湖底に格納庫があるという。挿入歌「TACの歌」の2番の歌詞に2号が名前のみ登場しているが、歌詞では格納庫がある富士五湖だけでなく海にも出撃できることが示唆されている。

#### その他の装備
マリア1号・2号
第7話・第8話で登場した妖星ゴラン爆破用の大型ミサイル。1号はメトロン星人Jr.に発射前に破壊され、設計図も焼かれてしまうが、設計者の梶隊員の記憶を基に2号が急造され、ゴランの破壊に成功した。
RXミサイル
ガマスに使用。タックファルコンの機底より発射台がスライドして発射されたが、後半ではガマスに真っ二つに切られてしまう。
水蒸気蒸発ミサイル
サボテンダーに使用。梶隊員が開発した、サボテンの弱点を考慮した水分を蒸発させる薬物を含有するロケット弾。
超光速ミサイルNo.7
第14話でマイナス宇宙にあるゴルゴダ星爆破に使われた2段式の強力ミサイル。TAC南太平洋国際本部によって設計されたもので、光の速さを超えてマイナス宇宙に突入することができる。2段目の「第1ロケット」にパイロットが搭乗して操縦を行う有人誘導弾であり、目標直前で操縦ロケットを分離させ、1段目のミサイルのみを目標に命中させる。北斗が操縦を行うが、大気圏離脱時に分離装置に欠陥が生じる。最終的には、ゴルゴダ星へ到達する前にAのパンチレーザーで破壊された。
大型空対地ミサイル
タックスペースからキングクラブに発射されたミサイル。
超獣攻撃用大型ミサイル・タックV7（ブイセブン）ミサイル
Aに善戦したホタルンガを戦意喪失させたほど強力な威力で、直後にメタリウム光線を当てるという連携でAに勝利を齎した。輸送専用の大型コンテナトラックの屋根を開扉してカタパルトから発射した。なお、第25話でV9の存在が確認されたが、劇中には登場せず未使用に終わった。
細胞破壊ミサイル・細胞破壊銃
細胞破壊ミサイルは巨大なヒッポリト星人にタックファルコンから複数投下されたが、星人が立体映像を用いて姿を現していたため効果が無かった。細胞破壊銃は細胞破壊ミサイルの携帯用で、別名「タックブラスター」。エネルギー充填が半分の状態で使われたが、ヒッポリトカプセルを破壊した。
アロー空対空ミサイル
山中隊員が竜隊長にジャンボキングへの発射を進言したが、下に市街地があるために却下された。
窒素爆弾
身体を透明化していたキングクラブに投下された。酸素を遮断されたキングクラブを苦しませ、姿を可視化させる戦果をあげた。
水中爆弾
タックアローから湖に潜むドリームギラスに投下したが、ドリームギラスは既にテレポートして雪夫少年のおねしょのシミの姿に戻った後だったため、効果が無かった。
水中時限爆弾
北斗がドリームギラスが潜む湖の湖底に仕掛け、爆発のショックでおねしょのシミから再びドリームギラスを実像化させた。
冷凍弾
タックスペースからガスゲゴンに投下して一時的に冷凍させたが、すぐに解凍されて失敗に終わった。
シルバーシャーク
一度はAを倒したファイヤーモンスを一撃で粉砕した「対超獣用の最強兵器」とされるレーザー砲で、タックジープに搭載して使った。対ガスゲゴン戦でも投入したが未使用に終わった。
- 『ウルトラマンメビウス』では拡大改良型のシルバーシャークGが登場した。

ゴールデンホーク
オニデビルに大ダメージを与えた赤色連射光線砲。タックスペースに搭載して使われた。
スペースミサイル
サボテンダー戦で用いられた超兵器。敵の攻撃力を一撃で大幅に低下させる。
細胞分解ミサイル
ジャンボキングに対して使われたが無効で、逆に破壊された。ミサイルという名とは違い、実際は巨大なビーム砲である。
ガス中和剤
ガスゲゴンの放つガスへの引火を防ぐため、タックファルコンとタックアローから散布した。
人工太陽光線
バラバの周囲を守る放射能の雨を浴びて重体になった北斗と南にTAC基地内の施設で照射し、回復させた。
異次元突入装置
異次元に突入するための装置。梶隊員によると「メビウスの輪の原理を人間に当てはめる」という。北斗はこれで異次元への突入に成功した。
投げ網作戦
タックファルコンの機底から巨大ネットをジャンボキングに射出して絡め、タックアロー2機が超獣捕獲用ワイヤーで輸送しようとしたが失敗した。
ダイオードSPD
親指ほどのサイズでガラス菅に素子が詰まり、トランジスタ1万個分の働きをする。本部にも1個しか存在しない。第11話に登場。
これらの他にも劇中では狙撃銃、オートバイ、雪上車を使ったこともあった。
地球防衛軍戦闘機
第1話でベロクロンを倒すために20機ほどが出撃したが、全機撃墜された。以後もTACの支援のためにたびたび登場するが、すぐ撃墜される。外観はF-4ファントムだが、複座のオリジナルに対して単座である。
新星号
第6話に登場した日本初の有人宇宙船。TACがその初飛行の管制業務を担当するが、月から地球に帰還する際にヤプールに狙われて船内の温度が急上昇し、そのまま大気圏に突入した。その後はタックアローによって救助されたものの、TACから選ばれたパイロットの小山がブロッケンに憑依されてしまう。

### 施設
通信中枢施設
東京タワー内に設けられている施設で、本部や各支部との通信の要になっていると思われる。第1話でベロクロンにタワーごと破壊された。
TAC第3研究所
TACの新型ロケットエンジンの研究を行っているビル施設で、兵器開発研究員の梶によれば、その速さは光速に迫り四次元世界も覗ける可能性がある。第6話で、同ロケットのテストへの参画を打診されていた日本初の有人宇宙船「新星号」の小山パイロットに憑依していたブロッケンに破壊された。
TAC第3レーダー基地
第11話に登場。設備にダイオードSPDを採用して性能向上を図る予定だったが、ユニタングに破壊された。
TAC第2レーダー基地
東湖の湖畔にある。第11話でユニタングに破壊された。
TAC第1レーダー基地
TAC本部のメインレーダー。
TAC基地発電所
第22話に登場。極東本部基地で消費される、多量の電気を発電する。宇宙仮面が爆弾を仕掛けた。
シークレット・ロードNo.3
TAC第3レーダー基地にダイオードSPDを輸送する際にタックパンサーで通った、各施設と極東本部を繋ぐTAC専用地下トンネルの高速道路。空路では危険だと判断されて使われた。しかしヤプールには容易に潜入されたこともある。
霞峠工場
第17話でV7ミサイルを開発していたTAC兵器工場。TAC本部とは、ほたるヶ原バイパスで結ばれている。「TAC SR-7 KASUMITOGE CENTER」なる名義の山間の地下トンネルから車両が出入りできる。
宇宙ステーションNo.5
第32話の冒頭にて美川隊員のセリフの中に登場したTACの宇宙ステーションであり、外見は登場しなかった。衛星軌道上に浮かんでいたが、コオクスの宇宙船に破壊された。
ジュピター2号
TACの大気観測衛星。第45話でガス状生物にガスゲゴンの卵を植え付けられ、ガスゲゴンに同化されて消息を絶った後、ガスタンク地帯に落下した。

## 出演者

### レギュラー出演者
- 北斗星司：高峰圭二
- 南夕子：星光子（第1 - 28・38・52話）[注釈 34]
- 竜隊長：瑳川哲朗
- 山中一郎：沖田駿一
- 今野勉：山本正明
- 美川のり子：西恵子[注釈 35]
- 吉村公三：佐野光洋[注釈 36]
- 梶洋一：中山克己[注釈 37]（第1 - 3・5 - 14・16 - 27・31話）
- 梅津ダン：梅津昭典（第29 - 43話）
- 梅津香代子：宮野リエ（第29 - 43話）
- ナレーター：岸田森

### 主なゲスト出演者
- 地球防衛軍隊長（第1話）：幸田宗丸
- TAC通信隊員（第2・7・8話）：鹿島信哉[注釈 38][注釈 39]
- 警官（第2話）：金子富士雄、北川陽一郎
- トラック運転手（第2話）：田中力
- 工事現場作業員（第2話）：畠山麦 [注釈 40]
- 中森四郎 / バキシム（第3話）：高橋仁 [注釈 40]
- 四郎の祖父母（第3話）：田武謙三、小峰千代子
- 久里虫太郎（第4話）：清水綋治
- 小山彰（第6話）：小林昭二
- 小山敦（第6話）：斎藤信也
- 高階マヤ（第7・8話）：関かおり
- 鈴木医師（第8話）：筈見純
- 鮫島純子（第9話）：江夏夕子
- 早瀬（第9話）：草野大悟
- にせ郷秀樹 / アンチラ星人（第10話）：団次郎
- 坂田次郎（第10話）：川口英樹
- 村野ルミ子（第10話）：岩崎和子
- アヤ（第11話）：美波節子
- 女子大生（第11話）：香川リサ、夏川圭
- 佐田刑事（第12話）：桜木健一[注釈 41]
- 岸田博士（第12話）：近藤正臣[注釈 41]
- 荒谷三郎（第12話）：佐藤一臣
- 三郎の父（第12話）：高品格
- 校長（第12話）：天草四郎
- 大山（第12話）：大村千吉
- アベック（第12話）：赤塚真人、宮野リエ（特別出演）[注釈 40]
- 一郎（第13話）：根津雅彦
- 昭二（第13・14話）：染谷利貴
- 高倉司令官（第14話）：山形勲
- 夢二（第15話）：及一元次郎
- ユミコ（第15話）：宇野三都子
- 高井（第16話）：蟹江敬三
- 吉村タツ（第16話）：磯村千花子
- オリーブマノン化粧品社長（第16話）：守田比呂也
- 謎の僧（第16話）：土方弘
- 民子（第17話）：野島ちかえ
- 民子の父（第17話）：林昭夫
- 坂上三郎（第18話）：藤原規晃
- 三郎の母（第18話）：石井富子
- 安夫（第19話）：野島千照
- 安夫の姉（第19話）：渡辺千鶴子
- 安夫姉弟の母（第19話）：福田トヨ
- 医師（第19話）：松尾文人 [注釈 40]
- 春山夫妻（アンドロイド夫妻）（第19話）：細川俊夫、坂田純子
- 篠田一郎（第20話）：篠田三郎
- 天女アプラサ（第21話）：三景順子
- シンイチ（第21話）：松坂雅治
- 坂井次郎 / 宇宙仮面（第22話）：富川澈夫
- 幼稚園の先生（第22話）：岸井あや子
- ヤプール老人（第23・24話）：大木正司
- 早川よし子（第24話）：岩本多代
- 早川健太（第24話）：紺野英樹
- オリオン星人ミチル（第25話）：田所陽子
- 医師（第25話）：北川陽一郎
- タクシー運転手（ヒロシの父）（第26話）：田中力
- 坂本ヒロシ（第26・27話）：西脇政敏
- ヒロシの姉（第26・27話）：小早川純
- 梅津正嗣（第29話）：相原巨典 [注釈 42]
- 巡査（第30話）：大泉滉
- ミオ（第31話）：戸川京子
- 貘山（バクおじさん）（第31話）：本郷淳
- テレビレポーター（第31話）：辻しげる
- TAC本部司令（第31話）：増田順二
- 飼育係（第31話）：樋浦勉
- 星野アキラ / コオクス（第32話）：高橋仁
- 大介（第33話）：吉村景文
- 大介の母（第33話）：小園蓉子
- 教育ママ（第33話）：塩沢とき
- 浜ユウジ（第34話）：佐藤賢司
- 浜波子（第34話）：山田圭子
- 浅倉雪夫（第35話）：西脇政敏
- 雪夫の母（第35話）：浅茅しのぶ
- 俊平（第36話）：小沢直平
- マチコ（第36話）：佐伯美奈子
- 加島（第37話）：真家宏満[注釈 43]
- 真弓（第37話）：三笠すみれ
- 加島の部下（第37話）：三上剛
- サンタクロース / ウルトラの父（第38話）：玉川伊佐男
- ユカリ（第38話）：八代順子
- 梅津三郎 / ファイヤー星人（第39話）：片岡五郎
- 黒マントの男 / スチール星人（第40話）：大村千吉
- パンダ堂店長（第40話）：青空あきお
- モトコ（第40話）：中沢祥枝
- 新太の父（第41話）：堺左千夫
- 新太（第41話）：神田一郎
- 小雪（第42話）：雨宮由美
- 良平（第42話）：北川陽一郎
- 小雪の祖父（第42話）：小栗一也
- 乞食仙人（第43話）：大泉滉
- 一郎（第44話）：小池正史
- 敬愛園の先生（第44話）：中田喜子
- 医師（第44話）：山田禅二
- ユタカ（第45話）：石井秀人
- ユタカの父（第45話）：小高まさる
- ガス会社主任（第45話）：石山克巳
- 春木博士（第46話）：五島雅博
- 坂上サユリ（第47話）：西村ひろみ
- サユリの祖父（第47話）：巌金四郎
- Q歯科医 / 女ヤプール（第48話）：高毬子
- 神の使い / アクエリウス（第49話）：広瀬隆子
- 熊吉（第49話）：高松しげお
- 村人（第49話）：畠山麦、柳亭小痴楽
- 小川ユキ（第50話）：笛真弓 [注釈 44]
- 警官（第50話）：辻村真人、古川義範
- 地下作業員 / レボール星人（第50話）：菊池英一（声も担当）、遠矢孝信[注釈 40]
- 北沢春男（第51話）：田中秀門
- 春男の母（第51話）：蔵悦子
- 内山バイオリン教室の先生（第51話）：冬木透[注釈 45]
- タケシ（第52話）：紺野秀樹
- ススム（第52話）：高橋仁
- 三郎（第52話）：柳下達彦

### 声の出演
※全てノンクレジット
- ウルトラマンA：納谷悟朗
- ヤプール人：高田裕史[119][注釈 46]
- ギロン人：沢りつお（第5話）
- アンチラ星人：高田裕史（第10話）
- ゾフィー：阪脩（第5・35話）、市川治（第13・14話）、山下啓介（第23話）
- ウルトラマン：辻村真人（第13・14話）
- ウルトラセブン：池水通洋（第13・14・39・44話）、阪脩（第31話）
- ウルトラマン二世（帰ってきたウルトラマン）：山下啓介（第13・14話）
- 大蟹：辻村真人（第15話）
- マザロン人：沢りつお（第24話）
- オリオン星人：辻村真人（第25話）
- ヒッポリト星人：谷津勲（第26・27話）
- ウルトラの父：梶哲也（第26話）
- アングラモン：阪脩（第29話）
- ナマハゲ：沢りつお（第38話）
- スチール星人：杉田俊也（第40話）
- 水瓶座第三星人：市川治（第49話）

### スーツアクター
- ウルトラマンA：中西正（第1・2話）、武内正治（第3 - 52話）
- 超獣・宇宙人：河合徹（第1 - 12・25 - 39・41 - 47話）[注釈 47]、図師勲（第13 - 24話）、久須美護（第40・41話）、高泰司（第42話のみ）、矢島登喜男（第48 - 52話）[注釈 48]ほか
- 初代ウルトラマン：久須美護（第1話）[120]
- 帰ってきたウルトラマン：きくち英一（第1話）[120]

## スタッフ
- 監修[注釈 40]：円谷一
- プロデューサー：熊谷健、伊藤久夫（円谷プロダクション）、橋本洋二（TBS）
- 制作担当：関口孝、伊藤久夫、薮本和男
- 脚本：市川森一、上原正三、田口成光、石堂淑朗、斉藤正夫、真船禎、平野一夫、長坂秀佳、山田正弘、久保田圭司、石森史郎、山元清多
- 監督（本編）：筧正典、満田かずほ、山際永三、真船禎、平野一夫、吉野安雄、岡村精、志村広、古川卓己、鈴木俊継、上野英隆、菊池昭康、深沢清澄
- 監督（特殊技術）：高野宏一、佐川和夫、川北紘一、田渕吉男、大平隆、神澤信一
- 撮影（本編）：小泉一、逢沢譲、椎塚彰、中町武、長谷川元吉、内山五郎
- 撮影（特撮）：山本武、鶴見孝夫、長谷川光広、向井賢哉
- 照明（本編）：北沢保夫、上島忠宣
- 照明（特撮）：森本正邦、広沢賢次、大口良雄、棚網恒雄、宮川清、出竹秀夫、高橋保夫
- 美術（本編）：鈴木儀雄
- 美術（特撮）：高橋昭彦、青木利郎
  - オープニングでは未クレジットだが、初期のベロクロン、バキシム、ギロン人に限り東宝でバランなどを手がけた村瀬継蔵主宰のツエニーが着ぐるみの造形を担当[121]。それ以外は開米栄三主宰の開米プロダクションが担当している。
- 操演：松本光司、小川昭二、小川誠
- 特殊効果：渡辺忠昭、久米攻、関山和昭
- 光学撮影：宮西武史、真野田嘉一、土井三郎
- タイトル：中野稔
- 光学作画：川名正、石井義雄、塚田猛昭
- 編集：小倉昭夫、船沢昌介、白江隆夫、小川信夫、田村嘉男、小堀治郎
- 助監督（本編）：岡村精、菊池昭康、大内健二、石黒力
- 助監督（特撮）：川北紘一、田渕吉男、神沢信一、鈴木義昭
- 監督助手：大内健二、石山禎久、石山禎二、竹安正嗣[注釈 49]、石黒力
- 音楽：冬木透
- 劇画：林ひさお（第4話）[注釈 50]
- 協力：東宝録音センター、東宝効果集団、東京現像所
- 制作協力：東宝映像株式会社、東京映画[注釈 40]
- 制作：円谷プロダクション、TBS

## 音楽

### 主題歌
「ウルトラマンエース」
- 作詞：東京一 / 作曲・編曲：葵まさひこ / 歌：ハニー・ナイツ、みすず児童合唱団

当初は「ウルトラエース」のタイトルで準備されていたが、作品タイトルが変更になったことを受けて歌詞も変更された。テレビサイズではサビが2度繰り返されるため、レコード用フルサイズにはない歌詞が含まれている。
当初は北斗星司と南夕子を演じる役者が歌う予定だった。
歌詞には「北斗と南」というフレーズが含まれているが、南が月へ去った第29話以降も変更されていない。
オープニング映像にはシルエットが使用されているが、登場するシルエットは一貫して本作品以前のウルトラシリーズに登場する怪獣・宇宙人であり、本作品に登場する超獣・怪獣・宇宙人は1体も登場せず、またAやTAC関連も登場していない。
第36話と第43話のAの戦闘シーンに主題歌が挿入歌として使用されているが、使用された音源はアサヒソノラマレコードから出されたカバー版である（ボーカルショップ、ソノラマ児童合唱団による歌唱）。

### 挿入歌
「TACの歌」
作詞：東京一 / 作曲・編曲：冬木透 / 歌：ハニー・ナイツ、みすず児童合唱団
マーチ調。本編中ではカラオケに金管メロディーとワンダバコーラス（男声スキャット）を被せたものや、弦がメロディを奏でる間奏部分を編集したものが使用された。

「TACの一週間」（「TACのワンダバ一週間」）
作詞：東京一 / 作曲・編曲：冬木透 / 歌：エース・メンネン・コール
BGMと同時に録音されていたが、商品化は1979年になってからであった。
上記のほか、第5話の挿入歌として上原正三が台本に記した歌詞をもとに「ゾフィのバラード」（「ゾフィーのバラード」）が作曲され、BGM録音の際にレコード化を前提としたステレオでコーラス入りのカラオケが用意されたが、ボーカルは録音されなかった。同時に録音されたメロディー入りの音源のみが、第5話でゾフィーが帰還する場面や第28話で夕子が月へ帰還する場面などで使われている。また、Aの戦闘テーマも歌唱を想定して編成を変えた音源が、本篇使用曲とは別にステレオで録音されている。いずれも1992年に水木一郎の歌唱が新規に録音され、ようやく完成した。
- 第11話では、ユニタングの化身である女子大生たちが、平田隆夫とセルスターズの「ハチのムサシは死んだのさ」を歌う。
- 第23話では、ヤプール老人が子供たちを洗脳する際、ハナ肇とクレイジーキャッツの「学生節」の替え歌を歌う。

## 制作

### クランクインまで
『帰ってきたウルトラマン』の後続番組として企画された本作品は、市川森一・上原正三・田口成光の3人の脚本家による『ウルトラハンター』『ウルトラV』『ウルトラファイター』の3つの企画の長所を整理・統合したものである。
そして、『ウルトラファイター』の名で正式な企画書が作成され、大人方向の設定の内容をさらに推敲して円谷プロとTBSの連名で『特撮超獣シリーズ ウルトラA』という企画書が作られた。
異次元人ヤプールが送り込んでくる超獣や宇宙人から地球を守るため、銀河連邦によって地球人の男女2人にウルトラマンAとしての能力が与えられ、主人公たちは危機に際して男女合体でAに変身する。男女の合体によるヒーローの誕生は、性差を越えた完全な超人の誕生という理念を元にした設定だった。これらの新設定は、『仮面ライダー』などのヒーロー番組が相次いで制作される中、他の番組との差別化を図る必要があったために試みられた。第1話でエース本人が語った銀河連邦とは、円谷プロが制作していた『ミラーマン』など他のヒーロー番組を1つの世界観でまとめるために構想されたが、明確には打ち出されなかった。
また、『仮面ライダー』との差別化が図られる一方、逆に同作品と同様のプロットが新機軸として導入されることにもなった。たとえば、ウルトラシリーズではヤプールのようなレギュラーの敵組織という試みは初めてのことだった。
円谷プロの制作番組の増加に伴い、東宝映像に特撮パートの制作が委託されたことで、特撮には東宝のスタッフが動員され、撮影に東宝撮影所を使用するなど、特撮面の充実も図られた。本作品で特技監督としてデビューした川北紘一は、番組立ち上げの段階から監督としてオファーを受けていたが、毎週テレビ番組を制作する体制に慣れていなかったことから、一旦様子見とし第21話から正式な特技監督となった。川北は、東宝のスタジオを用いていたため作業に違和感はなく、予算やクオリティで苦労した部分もあるが、逆に自由で大胆な合成を行うこともあったと述べている。

### タイトル
当初のタイトルは『ウルトラA』と予定されていたが、玩具メーカーのマルサンから『怪傑透明ウルトラエース』というSF玩具がすでに発売されていたことから、3月初旬に商標の問題を考慮して『ウルトラマンA』に改題された。
本作品以降、ウルトラヒーローは「ウルトラマン〜」というネーミングが主体となってイメージが定着した。このため、『ウルトラセブン』の名称が誤って「ウルトラマンセブン」と呼ばれる事態にも繋がっている。

### 超獣の概念
それまでのウルトラシリーズは、宇宙人以外は怪獣が主な敵役だったのに対し、本作品に登場する敵は「超獣」と呼ばれている。超獣が怪獣より強力であることを示すための演出として、第8話では超獣ドラゴリーが前作『帰ってきたウルトラマン』にも登場した怪獣ムルチ（二代目）を惨殺する展開が織り込まれている。企画時の製作メモでは、子供たちに親しみのある生物をモチーフとしていることや、他作品の怪獣・宇宙人との区別が明確になる点などがメリットとして挙げられている。
当初は、ヤプールが地球上の生物と宇宙怪獣を超獣製造機で融合させて生み出した合成生物兵器という位置付けだった。だが、第23話でヤプールが全滅して以降は、自然発生的に出現したり（例：ハンザギラン）、他の宇宙人の配下になっている（例：シグナリオン）など、ヤプールとの関係が不明な個体が登場するため、当初の定義に該当しない超獣も多くなっていった。ただ、設定上はAと戦って敗れた際に砕け散った巨大ヤプールの細胞が「復讐の怨念」となり、動物や器物、果ては霊的な存在などさまざまな対象から超獣を生み出しているとされ、劇中ではヤプールが滅亡した後も製造済みの超獣は生き残っていることを暗示する台詞がある。ヤプールの残党は第52話まで断続的に登場し、超獣は次作『ウルトラマンタロウ』の第1話にて登場する。この時は『ウルトラマンタロウ』の「怪獣より強い超獣より強い怪獣」の強さを演出するのに利用されている。
『ウルトラマンメビウス』に登場する超獣も、復活したヤプールの配下である。だが、『ウルトラマンダイナ』や映画『ウルトラマンティガ・ウルトラマンダイナ&ウルトラマンガイア 超時空の大決戦』（1999年）、『電光超人グリッドマン』（1993年）に登場する「超獣」は本作品とは無関係の存在である。

### 合体変身と南夕子の降板
本作品で設定された男女合体変身は、それまでのヒーロー番組でほとんど例のない新機軸であり、メインライターの市川森一が原案で当初から設定していたことからも、本作品のテーマの軸をなす設定だったといえる。
物語前半はこの設定が生かされたエピソードが見られたものの、いくつかの要因で南夕子の設定を生かし切ることが難しくなってきた。「男女合体変身だとヒーローとして弱々しい」や「合体変身を子供がまねることが難しい」などの番組の評判としての意見もさることながら、ストーリーを展開するうえで北斗と夕子のドラマをそれぞれ語る必要があるなど、脚本側の要求があったとも言われている。最終的に第28話で夕子は番組から降板することとなった。
オープニングの歌詞には「北斗と南」というフレーズが含まれているが、夕子の降板後もそのまま用いられた。

### 設定の紆余曲折
番組開始に際して様々に盛り込まれた新機軸は作品の自由度を制限する面も多く、十二分に生かされたとは言えなかった。
当初はメインライターを市川が担当し、彼が提起した事象を田口と上原が整理したり、広げるという方向で進み始めるという、3人でのローテーション体制であったが、人間の描写に一貫性を確保することが難しく、ドラマツルギーのキモの部分も三人三様であり、さまざまな点で不統一な設定になってしまうこともあった。また、あくまでも市川が観念として捉えていたヤプールも、なかなかそのイメージが貫徹されていなかった。そのため、市川は『シルバー仮面』で「ウルトラ」的な題材で戦い尽くした状態となり、内的終焉に至ったとして第14話を最後に第48話まで脚本を書かなくなった。
第2クール終盤でヤプールが全滅した後に夕子も地球を去り、その後は地球人の少年・梅津ダンをウルトラ6番目の弟として登場させ、北斗とダンの交流を軸に物語が展開されたが、梅津姉弟は第43話を最後に、特に説明もなく姿を消している。
また、銀河連邦もドラマに登場することはなく、『トリプルファイター』の副主題歌やいくつかの商品展開に使用されたのみで終わった。
たび重なる路線変更は裏番組だった『変身忍者 嵐』との視聴率競争によるものとされており、『嵐』でも本作品を意識したテコ入れがたびたびあった。

## 放映リスト
- 各怪獣（超獣）の詳細は「ウルトラマンAの登場怪獣」を参照。
- 視聴率はビデオリサーチ調べ（関東地区）。

| 話数 | サブタイトル                           | 登場怪獣・宇宙人                                 | 脚本                  | 監督                  | 特殊技術 | 放送日        | 視聴率 |
| ---- | -------------------------------------- | ------------------------------------------------ | --------------------- | --------------------- | -------- | ------------- | ------ |
| 1    | 輝け！ウルトラ五兄弟                   | ベロクロン                                       | 市川森一              | - 筧正典 - 満田かずほ | 佐川和夫 | 1972年 4月7日 | 28.8%  |
| 2    | 大超獣を越えてゆけ！                   | カメレキング                                     | 上原正三              | - 筧正典 - 満田かずほ | 佐川和夫 | 4月14日       | 22.6%  |
| 3    | 燃えろ！超獣地獄                       | バキシム                                         | 田口成光              | 山際永三              | 佐川和夫 | 4月21日       | 17.8%  |
| 4    | 3億年超獣出現！                        | ガラン                                           | 市川森一              | 山際永三              | 佐川和夫 | 4月28日       | 16.2%  |
| 5    | 大蟻超獣対ウルトラ兄弟                 | - ギロン人 - アリブンタ                          | 上原正三              | 真船禎                | 大平隆   | 5月5日        | 17.6%  |
| 6    | 変身超獣の謎を追え！                   | ブロッケン                                       | 田口成光              | 真船禎                | 大平隆   | 5月12日       | 17.4%  |
| 7    | 怪獣対超獣対宇宙人                     | - ドラゴリー - メトロン星人Jr. - ムルチ（2代目） | 市川森一              | 筧正典                | 佐川和夫 | 5月19日       | 18.3%  |
| 8    | 太陽の命 エースの命                    | - ドラゴリー - メトロン星人Jr. - ムルチ（2代目） | 上原正三              | 筧正典                | 佐川和夫 | 5月26日       | 19.9%  |
| 9    | 超獣10万匹！奇襲計画                   | ガマス                                           | 市川森一              | 山際永三              | 田淵吉男 | 6月2日        | 16.8%  |
| 10   | 決戦！エース対郷秀樹                   | - ザイゴン - アンチラ星人                        | 田口成光              | 山際永三              | 田淵吉男 | 6月9日        | 16.6%  |
| 11   | 超獣は10人の女？                       | ユニタング                                       | 上原正三              | 平野一夫              | 佐川和夫 | 6月16日       | 17.2%  |
| 12   | サボテン地獄の赤い花                   | サボテンダー                                     | 上原正三              | 平野一夫              | 佐川和夫 | 6月23日       | 14.5%  |
| 13   | 死刑！ウルトラ5兄弟                    | バラバ                                           | 田口成光              | 吉野安雄              | 佐川和夫 | 6月30日       | 18.0%  |
| 14   | 銀河に散った5つの星                    | - バラバ - エースキラー - エースロボット         | 市川森一              | 吉野安雄              | 佐川和夫 | 7月7日        | 17.1%  |
| 15   | 夏の怪奇シリーズ 黒い蟹の呪い          | キングクラブ                                     | 田口成光              | 山際永三              | 田淵吉男 | 7月14日       | 18.3%  |
| 16   | 夏の怪奇シリーズ 怪談・牛神男          | - カウラ - 牛神男                                | 石堂淑朗              | 山際永三              | 田淵吉男 | 7月21日       | 18.0%  |
| 17   | 夏の怪奇シリーズ 怪談 ほたるヶ原の鬼女 | - ホタルンガ - 鬼女                              | 上原正三              | 真船禎                | 高野宏一 | 7月28日       | 14.7%  |
| 18   | 鳩を返せ！                             | ブラックピジョン                                 | 田口成光              | 真船禎                | 高野宏一 | 8月4日        | 14.3%  |
| 19   | 河童屋敷の謎                           | - キングカッパー - アンドロイド                  | 斎藤正夫              | 筧正典                | 佐川和夫 | 8月11日       | 16.1%  |
| 20   | 青春の星 ふたりの星                    | ゼミストラー                                     | 田口成光              | 筧正典                | 佐川和夫 | 8月18日       | 15.3%  |
| 21   | 天女の幻を見た！                       | - アプラサール - 天女アプラサ                    | 石堂淑朗              | 山際永三              | 川北紘一 | 8月25日       | 15.6%  |
| 22   | 復讐鬼ヤプール                         | - ブラックサタン - 宇宙仮面                      | 上原正三              | 山際永三              | 川北紘一 | 9月1日        | 16.7%  |
| 23   | 逆転！ゾフィ只今参上                   | - 巨大ヤプール - ヤプール老人                    | 真船禎                | 真船禎                | 高野宏一 | 9月8日        | 19.9%  |
| 24   | 見よ！真夜中の大変身                   | - マザリュース - マザロン人 - 妖女               | - 平野一夫 - 真船禎   | 真船禎                | 高野宏一 | 9月15日       | 20.3%  |
| 25   | ピラミットは超獣の巣だ！               | - スフィンクス - オリオン星人                    | 斎藤正夫              | 筧正典                | 川北紘一 | 9月22日       | 18.5%  |
| 26   | 全滅！ウルトラ5兄弟                    | ヒッポリト星人                                   | 田口成光              | 筧正典                | 川北紘一 | 9月29日       | 22.8%  |
| 27   | 奇跡！ウルトラの父                     | ヒッポリト星人                                   | 田口成光              | 筧正典                | 川北紘一 | 10月6日       | 26.3%  |
| 28   | さようなら夕子よ、月の妹よ             | ルナチクス                                       | 石堂淑朗              | 山際永三              | 佐川和夫 | 10月13日      | 22.2%  |
| 29   | ウルトラ6番目の弟                      | - ギタギタンガ - アングラモン                    | 長坂秀佳              | 山際永三              | 佐川和夫 | 10月20日      | 23.6%  |
| 30   | きみにも見えるウルトラの星             | レッドジャック                                   | 田口成光              | 岡村精                | 川北紘一 | 10月27日      | 20.5%  |
| 31   | セブンからエースの手に                 | バクタリ                                         | 山田正弘              | 岡村精                | 川北紘一 | 11月3日       | 20.0%  |
| 32   | ウルトラの星に祈りを込めて             | コオクス                                         | 田口成光              | 筧正典                | 佐川和夫 | 11月10日      | 22.8%  |
| 33   | あの気球船を撃て！                     | バッドバアロン                                   | 石堂淑朗              | 筧正典                | 佐川和夫 | 11月17日      | 20.7%  |
| 34   | 海の虹に超獣が踊る                     | カイテイガガン                                   | 長坂秀佳              | 志村広                | 高野宏一 | 11月24日      | 20.3%  |
| 35   | ゾフィからの贈りもの                   | ドリームギラス                                   | 久保田圭司            | 古川卓己              | 高野宏一 | 12月1日       | 22.6%  |
| 36   | この超獣10,000ホーン？                 | サウンドギラー                                   | 長坂秀佳              | 筧正典                | 川北紘一 | 12月8日       | 19.0%  |
| 37   | 友情の星よ永遠に                       | マッハレス                                       | 石森史郎              | 筧正典                | 川北紘一 | 12月15日      | 18.3%  |
| 38   | 復活！ウルトラの父                     | - スノーギラン - ナマハゲ                        | 石堂淑朗              | 山際永三              | 高野宏一 | 12月22日      | 20.8%  |
| 39   | セブンの命！エースの命！               | - ファイヤーモンス - ファイヤー星人              | 田口成光              | 山際永三              | 高野宏一 | 12月29日      | 19.3%  |
| 40   | パンダを返して！                       | スチール星人                                     | 田口成光              | 鈴木俊継              | 川北紘一 | 1973年 1月5日 | 16.2%  |
| 41   | 冬の怪奇シリーズ 怪談!！獅子太鼓       | - シシゴラン - カイマンダ - 邪神カイマ           | 石堂淑朗              | 鈴木俊継              | 川北紘一 | 1月12日       | 17.1%  |
| 42   | 冬の怪奇シリーズ 神秘！怪獣ウーの復活  | - アイスロン - ウー（2代目）                     | 田口成光              | 上野英隆              | 高野宏一 | 1月19日       | 17.3%  |
| 43   | 冬の怪奇シリーズ 怪談 雪男の叫び！     | フブギララ                                       | 石堂淑朗              | 上野英隆              | 高野宏一 | 1月26日       | 16.7%  |
| 44   | 節分怪談！光る豆                       | オニデビル                                       | 石森史郎              | 筧正典                | 佐川和夫 | 2月2日        | 17.3%  |
| 45   | 大ピンチ！エースを救え！               | ガスゲゴン                                       | 石堂淑朗              | 筧正典                | 佐川和夫 | 2月9日        | 19.2%  |
| 46   | タイムマシンを乗り越えろ！             | ダイダラホーシ                                   | 石堂淑朗              | 古川卓己              | 田淵吉男 | 2月16日       | 17.1%  |
| 47   | 山椒魚の呪い！                         | ハンザギラン                                     | - 石堂淑朗 - 山元清多 | 古川卓己              | 田淵吉男 | 2月23日       | 19.4%  |
| 48   | ベロクロンの復讐                       | - ベロクロン二世 - 女ヤプール                    | 市川森一              | 菊池昭康              | 田淵吉男 | 3月2日        | 18.2%  |
| 49   | 空飛ぶクラゲ                           | - アクエリウス - ユニバーラゲス                  | 石堂淑朗              | 菊池昭康              | 田淵吉男 | 3月9日        | 14.3%  |
| 50   | 東京大混乱！狂った信号                 | - シグナリオン - レボール星人                    | 石堂淑朗              | 深沢清澄              | 神沢信一 | 3月16日       | 16.2%  |
| 51   | 命を吸う音                             | ギーゴン                                         | 石堂淑朗              | 筧正典                | 高野宏一 | 3月23日       | 14.8%  |
| 52   | 明日のエースは君だ！                   | - ジャンボキング - サイモン星人（ヤプール）      | 市川森一              | 筧正典                | 高野宏一 | 3月30日       | 19.1%  |

## 放送局
- TBS：金曜 19:00 - 19:30[注釈 75]
- 北海道放送：金曜 19:00 - 19:30[注釈 75][149]
- 青森テレビ：金曜 19:00 - 19:30[注釈 75][150]
- 岩手放送：金曜 18:00 - 18:30[150]
- 秋田放送：月曜 18:00 - 18:30[151]
- 山形放送：金曜 17:30 - 18:00[150]
- 東北放送：金曜 19:00 - 19:30[注釈 75][152]
- 福島テレビ：金曜 19:00 - 19:30[注釈 75][152]
- 新潟放送：金曜 19:00 - 19:30[注釈 75][153]
- 信越放送：火曜 18:00 - 18:30[154]
- テレビ山梨：月曜 18:00 - 18:30[155]
- 静岡放送：金曜 19:00 - 19:30[注釈 75]
- 富山テレビ：月曜 - 金曜 18:00 - 18:30（1973年9月11日から11月21日まで放送）[156]
- 北陸放送：水曜 18:00 - 18:30（1972年5月10日から1973年3月28日まで）→火曜 18:00 - 18:30（1973年4月3日から5月1日まで）[157]
- 福井放送：木曜 18:00 - 18:30（1972年5月4日から1973年4月26日まで放送）[158]
- 中部日本放送：金曜 19:00 - 19:30[注釈 75][159]
- 朝日放送：金曜 19:00 - 19:30[注釈 75]
- 山陽放送：金曜 19:00 - 19:30[注釈 75]
- 中国放送：金曜 19:00 - 19:30[注釈 75]
- 山陰放送：金曜 19:00 - 19:30[注釈 75]
- テレビ山口：金曜 19:00 - 19:30[注釈 75]
- 四国放送：水曜 18:00 - 18:30[160]
- 南海放送：水曜 18:00 - 18:30[161]
- テレビ高知：金曜 19:00 - 19:30[注釈 75]
- RKB毎日放送：金曜 19:00 - 19:30[注釈 75]
- 長崎放送：金曜 18:00 - 18:30[162]
- 熊本放送：火曜 18:00 - 18:30[162]
- 大分放送：木曜 18:00 - 18:30[161]
- 宮崎放送：木曜 18:00 - 18:30[163]
- 南日本放送：木曜 18:00 - 18:30[163]
- 琉球放送：金曜 19:00 - 19:30[注釈 75]

## 評価
視聴率は平均視聴率18.6%と『帰ってきたウルトラマン』の22.7%より低下した。当時は、一般的に視聴率は15%以上が人気番組のボーダーラインであり、その意味では本作品も人気番組のボーダーライン以上の数字は維持していた。だが、『帰ってきたウルトラマン』が終盤に25%以上の視聴率を記録していたために周辺関係者の期待は大きく、本作品の視聴率はその期待に応えたとは言い難かった。ただし、個々のエピソードではシリーズ後半は20%台を多く弾き出している。
また、玩具的には『マルサン・ブルマァクの仕事』によると、ブルマァクから発売された本作品の超獣ソフトビニール人形の売上は、同社の『帰ってきたウルトラマン』の怪獣ソフトビニール人形の3分の1でかなりの不振だった。このため、ブルマァクは円谷プロとの商品化権取得の契約金7000万円を回収できなかった。本作品中盤から商品化される超獣はほとんどなくなり、この余波で『ウルトラマンタロウ』の怪獣に関する同社での商品展開はあまりされなかった。

## 他媒体展開

### 他テレビシリーズ
『ウルトラマンタロウ』
本作品からウルトラマンA / 北斗星司や南夕子が登場。
『ウルトラマンレオ』
本作品からウルトラマンAが登場。
『ウルトラマンボーイのウルころ』
本作品からウルトラマンAが登場。
『ウルトラマンメビウス』
本作品からウルトラマンA / 北斗星司や南夕子が登場。
『ウルトラマンZ』
本作品からウルトラマンAが登場。

### 映画作品
『ウルトラマンA 大蟻超獣対ウルトラ兄弟』（1989年4月28日、東宝）
「ウルトラマン大会」にてテレビシリーズ第5話のブローアップを『ウルトラマンUSA』と『ウルトラマン 恐怖のルート87』、『ウルトラマンキッズ』の併映で公開。
『新世紀ウルトラマン伝説』
本作品からウルトラマンAが登場。
『新世紀2003ウルトラマン伝説 THE KING'S JUBILEE』
本作品からウルトラマンAが登場。
『ウルトラマンメビウス&ウルトラ兄弟』
本作品からウルトラマンA / 北斗星司が登場。
『大決戦!超ウルトラ8兄弟』
本作品からウルトラマンA / 北斗星司や南夕子が登場。
『大怪獣バトル ウルトラ銀河伝説 THE MOVIE』
本作品からウルトラマンAが登場。
『ウルトラマンゼロ THE MOVIE 超決戦!ベリアル銀河帝国』
本作品からウルトラマンAが登場。
『ウルトラマンサーガ』
本作品からウルトラマンAが登場。

### オリジナルビデオ
『ウルトラマンメビウス外伝 ゴーストリバース』
本作品からウルトラマンAが登場。

### 漫画作品
別冊少年サンデー
- 1972年6月号 - 1973年3月号 蛭田充

| 掲載号       | サブタイトル                                           |
| ------------ | ------------------------------------------------------ |
| 1972年6月号  | 超獣ベロクロンの巻                                     |
| 1972年7月号  | 超獣ザイゴンの巻                                       |
| 1972年8月号  | 超獣バラバの巻                                         |
| 1972年9月号  | 超獣キングカッパーの巻                                 |
| 1972年10月号 | 対決！マザリュースの巻                                 |
| 1972年11月号 | 超獣ルナチクスの巻                                     |
| 1972年12月号 | さようなら、南夕子隊員の巻                             |
| 1973年1月号  | 迫りくる超獣の巻                                       |
| 1973年2月号  | 恐怖の超獣バッドバアロンの巻                           |
| 1973年3月号  | さようなら、北斗星司隊員 さようなら、ウルトラマンAの巻 |

よいこ
- 1972年5月号 - 8月号 久松文雄

幼稚園
- 1972年5月号 - 9月号 久松文雄

小学一年生
- 1972年5月号 - 9月号 中城けんたろう
- 1972年10月号 - 11月号 馬場秀夫
- 1972年12月号 - 1973年3月号 森義一

小学二年生
- 1972年5月号 - 1973年3月号 内山まもる

| 掲載号          | サブタイトル                | 登場怪獣                                                                                       |
| --------------- | --------------------------- | ---------------------------------------------------------------------------------------------- |
| 1972年5月号     | 輝け!ウルトラ5兄弟          | ミサイル超獣ベロクロン、古代超獣カメレキング                                                   |
| 1972年6月号     | 変身超獣の謎を追え!         | 変身超獣ブロッケン                                                                             |
| 1972年7月号     | 二次元超獣の奇襲!           | 忍者超獣ガマス                                                                                 |
| 1972年8月号     | 死刑!ウルトラ5兄弟          | 殺し屋超獣バラバ、異次元超人エースキラー                                                       |
| 1972年9月号     | 鳩を返せ!                   | 大鳩超獣ブラックピジョン                                                                       |
| 1972年9月増刊号 | ウルトラ5兄弟たいヤプール人 | - 殺し屋超獣バラバ、異次元超人エースキラー、ゼットン、キングジョー、ベムスター、ブラックキング |
| 1972年10月号    | 復讐鬼ヤプール              | 凶悪超獣ブラックサタン、銀星人宇宙仮面                                                         |
| 1972年11月号    | 全滅！ウルトラ5兄弟         | 地獄星人ヒッポリト星人                                                                         |
| 1972年12月号    | ウルトラの星に祈りをこめて  | 超獣人間コオクス                                                                               |
| 1973年1月号     | この超獣10,000ホーン        | 超獣サウンドギラー                                                                             |
| 1973年1月増刊号 | 怪獣はか場のけっとう        | 地獄星人ヒッポリト星人、異次元超人巨大ヤプール                                                 |
| 1973年2月号     | 神秘!怪獣ウーの復活         | - 火炎超獣ファイヤーモンス、雪女怪獣スノーゴン、伝説怪獣ウー（二代目）                         |
| 1973年3月号     | 大超獣最後の逆襲!           | ミサイル超獣ベロクロン                                                                         |

小学三年生
- 1972年5月号 - 1973年3月号 林ひさお

小学四年生
- 1972年5月号 - 1973年3月号 斉藤ゆずる

小学五年生
- 1972年5月号 - 1973年3月号 森藤よしひろ

小学六年生
- 1972年5月号 - 1973年3月号 森藤よしひろ

小学館BOOK
- 1972年5月号 - 1973年3月号 林ひさお

COMIC'S★ウルトラ大全集
- ウルトラマンA Vol.1 迷宮世界からの脱出 脚本：親道義親、作画：松久壽仁
  - リム出版社の倒産により全集では未刊行、後に双葉社アクションコミックスで刊行。

### 映像ソフト化
- DVDはデジタルウルトラシリーズ（発売元：デジタルウルトラプロジェクト、販売元：ビクターエンタテインメント）として、2004年7月23日から同年11月26日に発売。全13巻で各巻4話収録。1 - 4巻、5以降は3巻ずつ同時発売。
  - その後、ウルトラ1800シリーズ（発売元：円谷プロダクション、販売元：バンダイビジュアル）として、2010年12月22日にはコンプリートDVD-BOX（本編ディスク13枚+特典ディスク1枚）が発売、同じウルトラ1800シリーズで前出のDVDのスペシャルプライス版が2010年12月から2011年4月にかけて発売された[165]。
- 2016年9月27日にHDリマスター仕様のBlu-ray BOXが発売[166]。

## 備考
- ヤプールの声は、エコー処理されていない本来の声が第52話で聞けるが、『ウルトラマンタロウ』でメフィラス星人（二代目）の声などを演じた西川幾雄とは異なる別人が担当。『僕らのウルトラマンA』127頁の「声の出演者に関する考察」には、アフレコの第1回録音時に高峰圭二がヤプール役の声優を目撃しており、「当時25歳ぐらいのハンサムな男性」という証言が掲載されていた。その後、『円谷プロ画報 （1）』（2013年）の216頁で、担当声優が「高田裕史」と明記された。
- 『決定! これが日本のベスト100』（テレビ朝日系列）の2002年9月8日放送分「あなたが選んだ日本のヒーローベスト100」の第95位にランクインした。
- 2011年3月27日にはBS11にて第15話「黒い蟹の呪い」が再放送される予定だったが、東北地方太平洋沖地震の影響（キングクラブが海から出現し、街を破壊するなど）から被災者への配慮によって中止となり、第16話「怪談・牛神男」が繰り上げて放送された。